# Ga Seoul
Ga Seoul (Tiếng Hàn: 서울역, Tiếng Anh: Seoul station, Hanja: 서울驛) là ga đường sắt nằm ở Yongsan-gu và Jung-gu, Seoul. Đây là điểm bắt đầu của Tuyến Gyeongbu và Tuyến Gyeongui, đồng thời đóng vai trò là nhà ga trung tâm nơi các chuyến tàu của Tuyến đường sắt cao tốc Gyeongbu và Tuyến Gyeongbu. Ngoài ra nó còn là ga trung chuyển của Tàu điện ngầm vùng thủ đô Seoul tuyến 1, Tàu điện ngầm vùng thủ đô Seoul tuyến 4, Tuyến Gyeongui–Jungang và Đường sắt sân bay Quốc tế Incheon.
Nhà ga hiện đang được sử dụng là nhà ga tư nhân được khai trương vào tháng 12 năm 2003 và tòa nhà ga được xây dựng vào năm 1925, được sử dụng trước nhà ga tư nhân, được bảo tồn dưới tên Nhà ga Văn hóa Seoul 284. Nhà ga tư nhân trước đây đã hoạt động từ năm 2004 với Lotte Mart chi nhánh Seoul nằm ở đó.

## Lịch sử
Ga Seoul trước đây, có tên là "Ga Gyeongseong" bắt đầu hoạt động trong 33m² (10 pyeong) được xây dựng bằng gỗ vào tháng 7 năm 1900 với phần mở rộng của Tuyến Gyeongin phía Bắc của sông Hán. Bạn đầu nó được đặt nằm gần ở cầu Yeomcheon và được đổi tên thành "Ga Namdaemun" vào năm 1905, do nằm gần với Namdaemun. Tuyến Gyeongbu mở cửa vào năm 1905, và Tuyến Gyeongui mở cửa vào 1906 - cả hai tuyến này cùng nối vào nhà ga. Vào năm 1910, khi các toà nhà gỗ ban đầu đã bị phá hủy và một nhà ga mới được xây dựng lên, nhà ga đổi tên lại thành "Ga Gyeongseong", khi mà tên của thành phố Seoul đổi từ Hanseong thành Gyeongseong ("Keijo" trong Tiếng Nhật). Công trình "Ga Seoul cũ" lúc đó bắt đầu xây dựng vào 1 tháng 6 năm 1922, và được hoàn thành vào 30 tháng 6 năm 1925.
Nhà ga đổi tên thành "Ga Seoul" vào 1 tháng 11 năm 1947. Nhà ga được mở rộng trong suốt thời kì hậu chiến tranh Hàn Quốc; phần thêm vào phía Nam của nhà ga Seoul được hoàn thành 30 tháng 12 năm 1957, và phần thêm vào phía Bắc được hoàn thành vào 14 tháng 2 năm 1969. Vào năm 1975, văn phòng của Đường sắt quốc gia Hàn Quốc chuyển từ ga Seoul đến văn phòng mới phía Tây. Một lối đi bộ được nối với ga Seoul và phần thêm vào phía Tây được hoàn thành vào 1977, và ga tư nhân đầu tiên của Hàn Quốc được xây dựng vào năm 1988 trong thời gian cho Thế vận hội Seoul. Vào năm 2004, một ga cuối mới nối với ga hiện tại đã hoàn thành cùng với sự ra đời của dịch vụ đường sắt cao tốc KTX.

### Mốc thời gian
Đường sắt chung
- 8 tháng 7 năm 1900 : Bắt đầu kinh doanh với tên gọi Ga Namdaemun (南大門驛) với việc mở Tuyến Gyeongin giữa Noryangjin và Gyeongseong[3][4]
- 11 tháng 7 năm 1921: Mở tuyến Gyeongui giữa Namdaemun ~ Susaek [5]
- 1 tháng 1 năm 1923: Đổi tên ga thành ga Gyeongseong (京城驛)[6]
- 30 tháng 9 năm 1925: Hoàn thành nhà ga cũ (hiện tại là ga Tuyến Gyeongui–Jungang)
- 1 tháng 11 năm 1947: Đổi tên ga thành Ga Seoul
- 30 tháng 12 năm 1957: Hoàn thành ga Seobu
- 26 tháng 1 năm1960: Tai nạn giẫm đạp ở ga Seoul
- 12 tháng 9 năm 1988: Sân ga lên tàu (Sân ga do tư nhân tài trợ) hoàn thành
- 1 tháng 5 năm 1993: Hoạt động phòng chờ trả phí bắt đầu[7]
- 1 tháng 7 năm 1995: Bãi bỏ phòng chờ trả phí[8]
- 1 tháng 6 năm 2001: Chỉ giới hạn ở Tuyến Janghang Tongil, việc bán vé Edmonson cho Tongil cụ thể đã bị ngừng. Bán hàng trên máy vi tính chỉ dành cho Tuyến Janghang Tongil.
- 28 tháng 11 năm 2003: Việc xây dựng nhà ga do tư nhân tài trợ hiện tại đã hoàn thành.
- 9 tháng 12 năm 2003: Khai trương nhà ga mới do tư nhân tài trợ, đóng cửa nhà ga cũ do tư nhân tài trợ
- 1 tháng 1 năm 2004: Chuyển địa điểm[9]
- 1 tháng 4 năm 2004: Bắt đầu hoạt động KTX và ngưng Tongil.
- 1 tháng 5 năm 2006: Ngừng xử lý hàng hóa
- 15 tháng 12 năm 2008: Khai trương điện khí hóa đường đôi đoạn Tuyến Janghang (Cheonan ~ Sinchang)
- 1 tháng 6 năm 2009: Khai trương điện khí hóa đường đôi đoạn Tuyến Nuriro (Seoul ~ Sinchang)
- 1 tháng 7 năm 2009: Dịch vụ xe lửa đi lại kết thúc với việc khai trương Tuyến Gyeongui–Jungang (Tuyến Gyeongui–Jungang hiện tại) tàu điện ngầm vùng thủ đô (Đoạn Seoul ~ Dorasan được rút ngắn thành đoạn Munsan ~ Dorasan)
- 12 tháng 4 năm 2013: Bắt đầu dịch vụ Tuyến vòng JungbuNaeryuk
- 4 tháng 5 năm 2014: Bắt đầu dịch vụ DMZ Train
- 12 tháng 5 năm 2014 : Bắt đầu vận hành ITX-Saemaeul Tuyến Gyeongbu
- 1 tháng 6 năm 2014: Bắt đầu vận hành ITX-Saemaeul Tuyến Gyeongjeon
- 1 tháng 10 năm 2014: Bắt đầu vận hành tàu tham quan biển Namhae
- 9 tháng 12 năm 2016: Tạm dừng dịch vụ trên Nuriro giữa Seoul ~ Sinchang và bắt đầu hoạt động KTX của các Tuyến Honam và Jeolla
- 28 tháng 2 năm 2017: Nối lại tuyến Nuriro giữa Seoul ~ Sinchang
- 22 tháng 12 năm 2017: Tuyến Gangneung KTX bắt đầu hoạt động
- 1 tháng 7 năm 2018: Nối lại Tuyến Chungbuk Nuriro
- 1 tháng 4 năm 2019: Dịch vụ DMZ Train Tuyến Gyeongwon bị đình chỉ
- 2 tháng 10 năm 2019: Dịch vụ DMZ Train Tuyến Gyeongui bị đình chỉ[10]
- 30 tháng 12 năm 2019: Nuriro giữa Seoul ~ Sinchang lại bị đình chỉ và đoạn Seoul ~ Sinchang của tàu tốc hành được đổi thành đoạn Cheongnyangni ~ Sinchang.
- 13 tháng 1 năm 2020: Khởi động lại dịch vụ Nuri-ro (Seoul ~ Sinchang) sân ga lên tàu số 1 và số 2 (Tốc hành ga Seoul Sinchang cũ)
- 3 tháng 2 năm 2020: Tạm dừng tàu Tuyến vòng JungbuNaeryuk
- 2 tháng 3 năm 2020: Tuyến Chungbuk Nuriro, Tuyến Gwangju (Seoul ~ Gwangju), Tuyến Honam bị tạm dừng
- 23 tháng 5 năm 2020: Dịch vụ Nuriro bị đình chỉ (Seoul-Sinchang)
- Tháng 7 năm 2021: Bắt đầu dịch vụ Tàu kết hợp KTX Tuyến Gangneung·Tuyến Jungang[11]
- 1 tháng 9 năm 2023: Hoạt động ITX-Maum bắt đầu
- 29 tháng 12 năm 2023 : Hoạt động tàu ghép kênh KTX-Eum trên Tuyến Jungang và Tuyến Gangneung bắt đầu

Đường sắt đô thị và Đường sắt vùng
- 15 tháng 8 năm 1974: Bắt đầu kinh doanh với tên gọi Ga Phía trước Ga Seoul (9 cửa ra), khai trương Tàu điện ngầm Seoul tuyến 1 (Ga Seoul ~ Cheongnyangni)
- 13 tháng 9 năm 1983: Tên của ga trên Tàu điện ngầm Seoul tuyến 4 được quyết định là Ga (phía trước) Ga Seoul[12]
- 24 tháng 1 năm 1985: Đổi tên ga thành Ga Seoul
- 18 tháng 10 năm 1985: Nó trở thành ga trung chuyển với việc khai trương Tàu điện ngầm Seoul tuyến 4 Đại học Hansung ~ đoạn Sadang, thêm 5 lối ra (14 lối ra)[13]
- Năm 2003: Lối ra 1 đóng cửa (công việc di dời do xây dựng trung tâm trung chuyển tại Quảng trường Ga Seoul)
- Năm 2004: Hoàn thành di dời lối ra 1, mở lối chuyển tiếp với ga Seoul
- 1 tháng 7 năm 2009: Tuyến Gyeongui–Jungang (Seoul ~ Munsan) được khai trương
- 25 tháng 7 năm 2009: Khai trương Trung tâm trung chuyển xe buýt ga Seoul và thiết lập lối ra mới 9-1 (15 lối ra)
- 29 tháng 12 năm 2010: Khai trương đoạn Đường sắt sân bay Quốc tế Incheo (Seoul ~ Sân bay Gimpo), Nhà ga Sân bay Thành phố bắt đầu hoạt động.
- 16 tháng 8 năm 2011: Đường sắt sân bay Quốc tế Incheon, Tàu điện ngầm vùng thủ đô Seoul tuyến 1, Tàu điện ngầm vùng thủ đô Seoul tuyến 4 bắt đầu xây dựng lối chuyển tuyến
- 28 tháng 3 năm 2015: Đường sắt sân bay Quốc tế Incheon, Tàu điện ngầm vùng thủ đô Seoul tuyến 1, Tàu điện ngầm vùng thủ đô Seoul tuyến 4 mở lối chuyển tuyến, Đường sắt sân bay ga Seoul mở lối ra 15 (Tổng 16 lối ra)
- 28 tháng 11 năm 2017: Di dời nền tảng Tuyến Gyeongui–Jungang (Ga văn hóa Seoul 284), di dời nhà ga cũ và bắt đầu kinh doanh
- 29 tháng 12 năm 2023: Bắt đầu vận hành tàu tổng hợp Tuyến Jungang và Tuyến Gangneung[14]

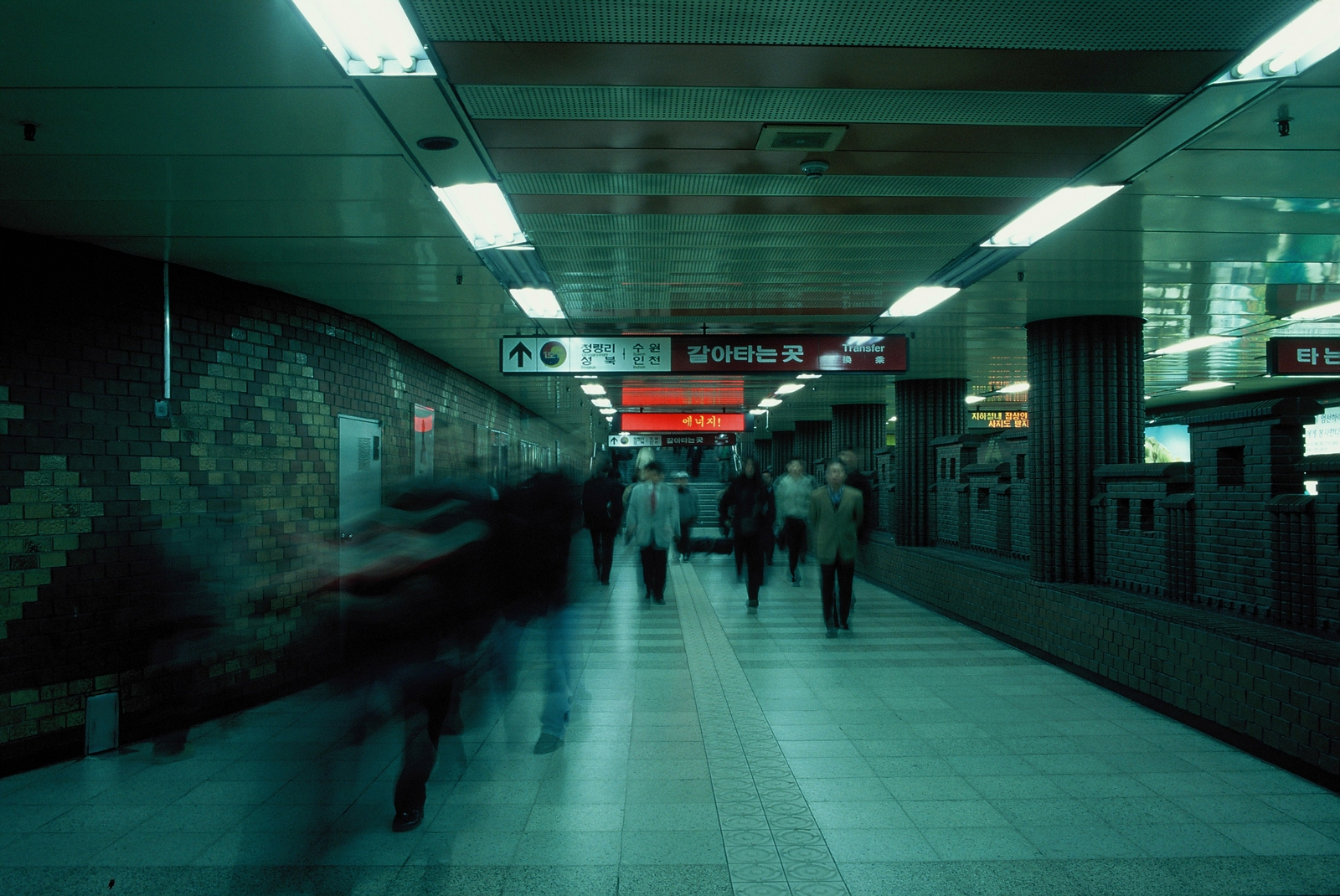
Đoạn chuyển tuyến sang Tuyến 1 (1999)
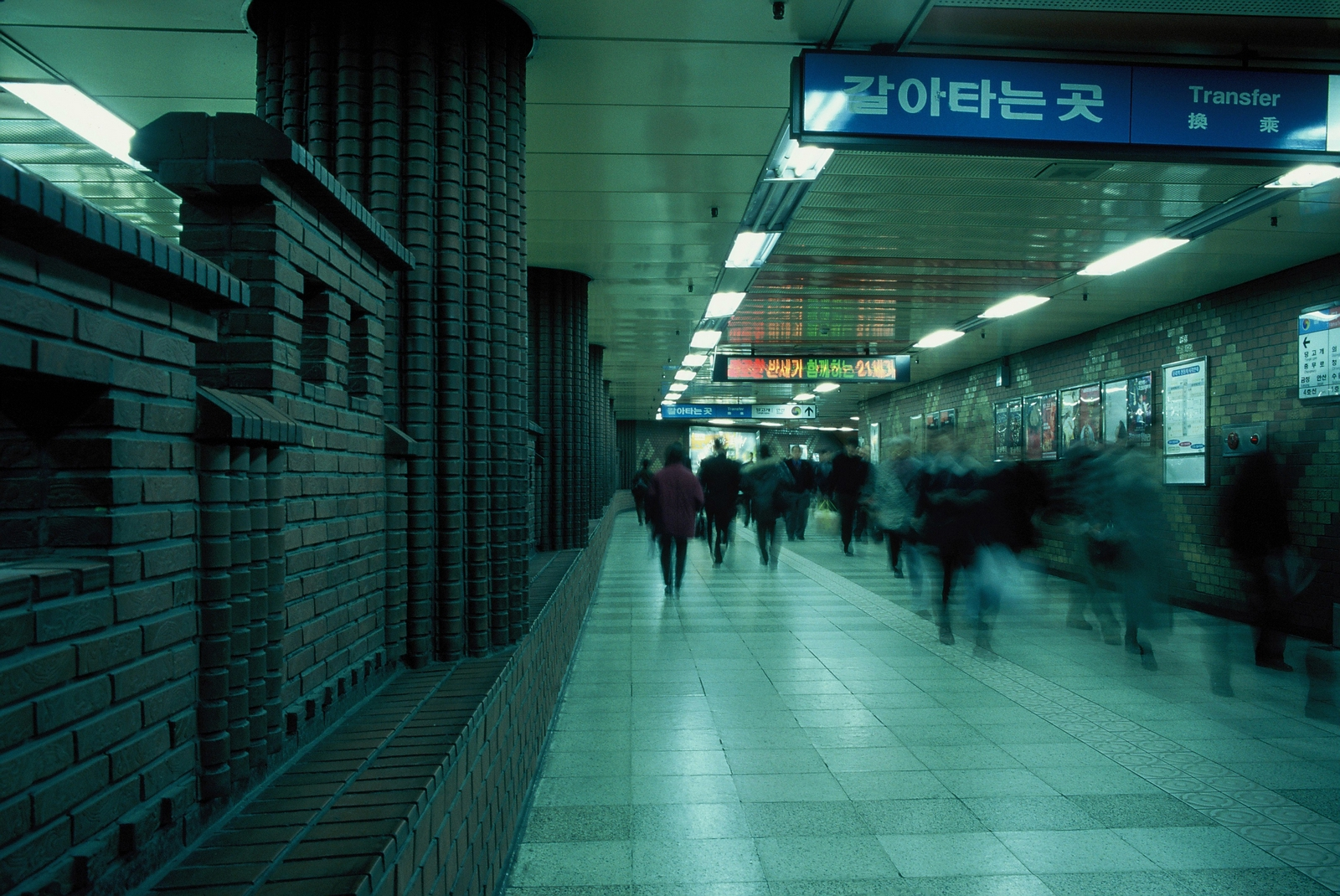
Đoạn chuyển tuyến sang Tuyến 4 (1999)

## Dịch vụ

### KTX
Ga Seoul là ga cuối của hầu hết các chuyến tàu KTX bao gồm:
- Tất cả các chuyến tàu dọc theo Tuyến cao tốc Gyeongbu đến Busan, Daejeon, Daegu, Pohang, Masan và Jinju
- Tất cả các chuyến tàu dành riêng cho Tuyến cao tốc Honam và tuyến Jeolla đến Gwangju, Mokpo, Suncheon và Yeosu–EXPO.
- Tất cả các chuyến tàu dọc theo tuyến Gyeonggang đến Pyeongchang, Jinbu , Gangneung và Donghae ; và
- Tất cả các chuyến tàu KTX hoạt động dọc theo các đoạn của tuyến Gyeongbu thông thường.

Một số dịch vụ KTX hoạt động dọc theo các đoạn của Tuyến Honam thông thường đến Gwangju, Mokpo và Yeosu đến và khởi hành từ Ga Yongsan.

### ITX-Saemaeul
Ga Seoul là ga cuối của tất cả các chuyến tàu ITX-Saemaeul dọc theo các tuyến Gyeongbu và Gyeongjeon đến Busan, Daejeon, Daegu, Pohang, Masan và Jinju. Các chuyến tàu ITX-Saemaeul trên tuyến Honam và Jeolla đến và khởi hành từ Ga Yongsan. Các chuyến tàu ITX-Saemaeul về phía đông của Hàn Quốc phục vụ Ga Cheongnyangni.

### Mugunghwa-ho
Ga Seoul là ga cuối của tất cả các chuyến tàu Mugunghwa-ho dọc theo các tuyến Gyeongbu và Gyeongjeon đến Busan, Daejeon, Daegu, Pohang, Masan và Jinju ; dọc theo và dọc theo Tuyến Chungbuk đến Jecheon. Các chuyến tàu Mugunghwa-ho trên tuyến Honam và Jeolla đến và khởi hành từ Ga Yongsan. Các chuyến tàu Mugunghwa-ho ở phía đông Triều Tiên chạy đến ga Cheongnyangni.

### Tàu du lịch Korail
Ga Seoul là ga cuối của một số chuyến tàu du lịch của Korail, bao gồm:
- Chuyến tàu DMZ đến Dorasan và Baekmago
- Con tàu chữ O vòng qua trung tâm bán đảo qua Jecheon, Buncheon và Cheoram
- Chuyến tàu S đến Yeosu

### Đường sắt sân bay AREX
AREX khai thác hai chuyến tàu từ Ga Seoul. Các chuyến tàu tốc hành AREX chạy thẳng đến Sân bay Incheon chỉ dừng tại Nhà ga Incheon 1 và Nhà ga Incheon 2.  Các chuyến tàu lửa AREX All-Stop là các chuyến tàu kiểu đi lại dừng 11 lần, bao gồm cả tại Sân bay Gimpo của Seoul.
Hành khách của AREX Express được độc quyền sử dụng Nhà ga Hàng không Thành phố của Ga Seoul, nơi cho phép hành khách đi trên hầu hết các hãng hàng không Hàn Quốc từ Sân bay Incheon kiểm tra hành lý và nhận thẻ lên máy bay trước khi lên tàu. Đi đến Ga Tàu điện ngầm Sân bay và Nhà ga Hàng không Thành phố hoặc từ sảnh chờ của nhà ga trung tâm hoặc qua khu vực trả khách chuyên dụng và bãi đỗ xe ở phía tây của nhà ga.

### Tàu điện ngầm Seoul
Tàu điện ngầm Seoul phục vụ ga với Tuyến 1 và Tuyến 4 , và một chuyến tàu hàng giờ trên Tuyến Gyeongui–Jungang .
Vào khoảng năm 2015, một trung tâm trung chuyển xe buýt lớn đã được xây dựng trước lối vào chính của nhà ga. Nó có khoảng chín nền tảng phục vụ các tuyến xe buýt khác nhau ở Seoul. Nó được ngăn cách với các con đường chính bằng một rào chắn xung quanh các sân ga. Tuy có cấu trúc khá phức tạp với nhiều bến xe buýt nhưng trung tâm trung chuyển được xây dựng theo cách đơn giản vì nó không phải là một tòa nhà đầu cuối riêng biệt.

## Bố trí tàu

### Sơ đồ đường ray
Sơ đồ đường ray của Ga Seoul như sau (Phía dưới ↘)

### Nền tảng củaTổng công ty đường sắt Hàn Quốc(1F)

#### Nền tảngTuyến Gyeongui–Jungang
| ↑ Sinchon        |
| \| １            |
| Bắt đầu·Kết thúc |

| 1 | ● Tuyến Gyeongui–Jungang | Địa phương · Tốc hành | ← Hướng đi Daegok · Ilsan · Munsan |

#### Nền tảngKTX· Tàu thường ·Tàu điện ngầm vùng thủ đô Seoul tuyến 1(Tuyến Gyeongbu Tốc hành B)
| Haengsin ↑ | Haengsin ↑ | Haengsin ↑      | Haengsin ↑      | Haengsin ↑      | Haengsin ↑      | Haengsin ↑                             | Haengsin ↑                             | Haengsin ↑                             | Haengsin ↑                             | Haengsin ↑                             | Haengsin ↑                             | Haengsin ↑                             | Haengsin ↑                             | Haengsin ↑                             | Haengsin ↑                             | Haengsin ↑                             | Haengsin ↑                             | Haengsin ↑                             | Haengsin ↑                             | Haengsin ↑                             | Haengsin ↑                             | Haengsin ↑                             | Haengsin ↑                             | Haengsin ↑                             | Haengsin ↑                             | Bắt đầu·Kết thúc | Bắt đầu·Kết thúc | Bắt đầu·Kết thúc | Bắt đầu·Kết thúc         | Bắt đầu·Kết thúc         | Bắt đầu·Kết thúc         | Bắt đầu·Kết thúc         | Bắt đầu·Kết thúc         | Bắt đầu·Kết thúc         |
|            |            |                 | 14              | 13              |                 |                                        | 12                                     | 11                                     |                                        |                                        | 10                                     | ９                                     |                                        |                                        | ８                                     | ７                                     |                                        |                                        |                                        | ６                                     | ５                                     |                                        |                                        |                                        | ４                                     | ３               |                  |                  |                          | ２                       | １                       |                          |                          |                          |
| Kết thúc   | Kết thúc   | Cheongnyangni ↓ | Cheongnyangni ↓ | Cheongnyangni ↓ | Cheongnyangni ↓ | Yongsan · Yeongdeungpo · Gwangmyeong ↓ | Yongsan · Yeongdeungpo · Gwangmyeong ↓ | Yongsan · Yeongdeungpo · Gwangmyeong ↓ | Yongsan · Yeongdeungpo · Gwangmyeong ↓ | Yongsan · Yeongdeungpo · Gwangmyeong ↓ | Yongsan · Yeongdeungpo · Gwangmyeong ↓ | Yongsan · Yeongdeungpo · Gwangmyeong ↓ | Yongsan · Yeongdeungpo · Gwangmyeong ↓ | Yongsan · Yeongdeungpo · Gwangmyeong ↓ | Yongsan · Yeongdeungpo · Gwangmyeong ↓ | Yongsan · Yeongdeungpo · Gwangmyeong ↓ | Yongsan · Yeongdeungpo · Gwangmyeong ↓ | Yongsan · Yeongdeungpo · Gwangmyeong ↓ | Yongsan · Yeongdeungpo · Gwangmyeong ↓ | Yongsan · Yeongdeungpo · Gwangmyeong ↓ | Yongsan · Yeongdeungpo · Gwangmyeong ↓ | Yongsan · Yeongdeungpo · Gwangmyeong ↓ | Yongsan · Yeongdeungpo · Gwangmyeong ↓ | Yongsan · Yeongdeungpo · Gwangmyeong ↓ | Yongsan · Yeongdeungpo · Gwangmyeong ↓ | Yeongdeungpo ↓   | Yeongdeungpo ↓   | Yeongdeungpo ↓   | Văn phòng Geumcheon-gu ↓ | Văn phòng Geumcheon-gu ↓ | Văn phòng Geumcheon-gu ↓ | Văn phòng Geumcheon-gu ↓ | Văn phòng Geumcheon-gu ↓ | Văn phòng Geumcheon-gu ↓ |

| 1       | Sân ga không sử dụng (Sân ga Tàu điện ngầm vùng thủ đô Seoul tuyến 1 cũ) | Sân ga không sử dụng (Sân ga Tàu điện ngầm vùng thủ đô Seoul tuyến 1 cũ) | Sân ga không sử dụng (Sân ga Tàu điện ngầm vùng thủ đô Seoul tuyến 1 cũ) |
| 2       | ● Tuyến 1                                                                | Tốc hành B                                                               | → Hướng đi Anyang · Suwon · Pyeongtaek · Cheonan →                       |
| 3       | Tuyến Gyeongbu                                                           | ITX-Saemaeul                                                             | → Hướng đi Daejeon · Dongdaegu · Busan · Sinhaeundae →                   |
| 3       | Tuyến Gyeongjeon                                                         | ITX-Saemaeul                                                             | → Hướng đi Daejeon · Dongdaegu · Masan · Jinju →                         |
| 4 ~ 10  | Tuyến cao tốc Gyeongbu                                                   | KTX                                                                      | → Hướng đi Daejeon · Dongdaegu · Busan →                                 |
| 4 ~ 10  | Tuyến Gyeongbu                                                           | KTX ITX-Saemaeul ITX-Maum Mugunghwa-ho                                   | → Hướng đi Daejeon · Dongdaegu · Busan · Sinhaeundae →                   |
| 4 ~ 10  | Tuyến Gyeongjeon                                                         | KTX ITX-Saemaeul                                                         | → Hướng đi Daejeon · Dongdaegu · Masan · Jinju →                         |
| 4 ~ 10  | Tuyến Donghae                                                            | KTX                                                                      | → Hướng đi Daejeon · Dongdaegu · Pohang →                                |
| 4 ~ 10  | Tuyến cao tốc Honam                                                      | KTX                                                                      | → Hướng đi Iksan · GwangjuSongjeong · Mokpo →                            |
| 4 ~ 10  | Tuyến Honam                                                              | KTX                                                                      | → Hướng đi Seodaejeon · Iksan · Mokpo →                                  |
| 4 ~ 10  | Tuyến Jeolla                                                             | KTX S-Train                                                              | → Hướng đi Jeonju · Suncheon · Yeosu–EXPO →                              |
| 4 ~ 10  | Tuyến Chungbuk                                                           | Mugunghwa-ho                                                             | → Hướng đi Cheonan · Cheongju · Chungju · Jecheon →                      |
| 11 ~ 14 | Tuyến Gyeongui                                                           | KTX                                                                      | ← Hướng đi Haengsin                                                      |
| 11 ~ 14 | Tuyến Gyeonggang (Tuyến Gangneung)                                       | KTX                                                                      | → Hướng đi Yangpyeong · Manjong · Jinbu · Gangneung →                    |
| 11 ~ 14 | Tuyến Yeongdong (Tuyến Gangneung)                                        | KTX                                                                      | → Hướng đi Seowonju · Jeongdongjin · Mukho · Donghae →                   |
| 11 ~ 14 | Tuyến Jungang                                                            | KTX                                                                      | → Hướng đi Wonju · Jecheon · Yeongju · Andong →                          |
|         | Sân ga không sử dụng (Sân ga tàu điện ngầm Tuyến Gyeongui cũ)            |                                                                          |                                                                          |

| Tuyến và hướng                                                            | Chuyển tuyến nhanh |
| ------------------------------------------------------------------------- | ------------------ |
| Tuyến Gyeongui–Jungang → Tuyến 1, Tuyến 4, Đường sắt sân bay              | 1-1                |
| Tuyến 1 (Tốc hành B) → Tuyến 4, Tuyến Gyeongui–Jungang, Đường sắt sân bay | 1-1                |

### Nền tảng củaTổng công ty vận tải Seoul
Ở cả hai tuyến 1 và 4, phòng chờ ở tầng hầm đầu tiên và sân ga ở tầng hầm thứ hai. Bệ là bệ đảo có hai hàng ngang một bên lắp cửa chắn sân ga. Lý do mà cả Tuyến 1 và 4 được xây dựng làm sân ga trên đảo là để sử dụng ga này làm ga xuất phát trung gian và xây dựng đường vòng để tạo điều kiện thuận lợi cho các vòng quay. Tàu điện ngầm vùng thủ đô Seoul tuyến 1 là một đoạn đi ngầm từ ga này đến ga Cheongnyangni và là một bộ phận của Tổng công ty Vận tải Seoul. Một chuyến tàu tuyến 1 dừng vào lúc nửa đêm. Một chuyến tàu tuyến 4 dừng vào ban đêm.

#### Tuyến số 1 (B2F)
| ↑ Tòa thị chính |
| N/B S/B \|      |
| Namyeong ↓      |

| Hướng Bắc | ● Tuyến 1 | ← Hướng đi Tòa thị chính · Jongno 3(sam)-ga · Cheongnyangni · Yeoncheon |
| Hướng Nam | ● Tuyến 1 | → Hướng đi Guro · Incheon · Cheonan · Sinchang →                        |

Một đường vòng hình chữ Y được lắp đặt theo hướng đi xuống và Tuyến 1 đi xuống mặt đất ngay sau khi rời Ga Seoul, nhưng tuyến vòng ở giữa này tiếp tục đi dưới lòng đất và kết thúc. Có thể thấy rằng nó tương tự như đường mạch của Ga Gupabal Một chuyến tàu cuối cùng dừng ở ga này vào nửa đêm.
| Tuyến và hướng                                                                                       | Chuyển tuyến nhanh |
| --- | ------------------ |
| Tuyến 1 (Hướng Yeoncheon) → Tốc hành B (Hướng Cheonan), Tuyến 4, Đường sắt sân bay,                  | 10-4               |
| Tuyến 1 (Hướng Incheon, Cheonan, Sinchang) → Tốc hành B (Hướng Cheonan), Tuyến 4, Đường sắt sân bay, | 1-2                |
| Tuyến 1 (Hướng Yeoncheon) → Tuyến Gyeongui–Jungang                                                   | 7-2                |
| Tuyến 1 (Hướng Incheon, Cheonan, Sinchang) → Tuyến Gyeongui–Jungang                                  | 4-3                |

#### Tuyến số 4 (B2F)
| Hoehyeon ↑                  |
| S/B N/B \|                  |
| ↓ Đại học Nữ sinh Sookmyung |

Một đường vòng hình chữ Y được lắp đặt theo hướng đi xuống và chuyến tàu cuối cùng đỗ vào lúc nửa đêm.
| Hướng Bắc | ● Tuyến 4 | ← Hướng đi Myeong-dong · Chang-dong · Nowon · Jinjeop |
| Hướng Nam | ● Tuyến 4 | → Hướng đi Samgakji · Ichon · Geumjeong · Oido →      |

| Tuyến và hướng                                                         | Chuyển tuyến nhanh |
| ---------------------------------------------------------------------- | ------------------ |
| Tuyến 4 (Hướng Jinjeop) → Tuyến 1, Tuyến Gyeongui–Jungang, (Phòng chờ) | 1-1                |
| Tuyến 4 (Hướng Oido) → Tuyến 1, Tuyến Gyeongui–Jungang, (Phòng chờ)    | 10-4               |
| Tuyến 4 (Hướng Jinjeop) → Đường sắt sân bay, (Sân ga trên mặt đất)     | 3-3                |
| Tuyến 4 (Hướng Oido) → Đường sắt sân bay, (Sân ga trên mặt đất)        | 8-1                |

### Nền tảng củaĐường sắt sân bay Quốc tế Incheon(B7F)
Nó nằm ở phía tây nam của ga Tổng công ty Đường sắt Hàn Quốc hiện tại và cũng được kết nối với ga Seoul hiện tại. Nó nằm đối diện với lối ra của Tuyến Gyeongui–Jungang ở lối ra phía Tây của Ga Seoul. Nó có 2 tầng trên mặt đất và 7 tầng dưới mặt đất, và các sân ga cho các chuyến tàu tổng hợp và tàu hỏa đi thẳng nằm ở tầng hầm thứ 7. Nó không được kết nối trực tiếp với Tuyến Gyeongbu và Tuyến Gyeongui ở sâu dưới lòng đất . Các cửa soát vé cho các chuyến tàu trực tiếp và nhà ga sân bay thành phố nằm ở tầng hầm thứ 2, và các cửa soát vé cho các chuyến tàu tổng hợp nằm ở tầng hầm thứ 3. Sân ga có cấu trúc hai mặt, ba đường ray, với các chuyến tàu thông thường và các đầu tàu chạy thẳng sử dụng hai tuyến đầu tiên và các chuyến tàu chạy thẳng khác sử dụng một phía và một tuyến còn lại quay mặt về phía sân ga chung theo hướng ga Nhà ga 2 sân bay Quốc tế Incheon. Phòng chờ thành viên KORAIL đã được di dời do việc xây dựng ga AREX. Thang cuốn cũng được vận hành cùng lúc với số lượng lớn nhưng đi thang máy sẽ tiện hơn vì khá sâu. Cửa chắn sân ga hiện đang được lắp đặt. Đường sắt Sân bay Quốc tế Incheon là một đoạn đường ngầm từ ga này đến ga Digital Media City. Đối với các chuyến tàu trực tiếp của Đường sắt Sân bay Quốc tế Incheon, một chuyến tàu đỗ vào ban đêm và đối với các chuyến tàu thông thường, hai chuyến tàu đỗ vào ban đêm.
Nhà ga sân bay thành phố trong phòng chờ này chỉ xử lý Korean Air , Asiana Airlines, Jeju Air, T'way Air, Eastar Air và Jin Air. Sau khi làm thủ tục lên máy bay và nhập cảnh, bạn có thể đi tàu thẳng đến sân bay Quốc tế Incheon. Quầy mở cửa từ 05:20 đến 19:00.
| Bắt đầu·Kết thúc |  |            |  |  |                                                  |   |
| \| ２１ \| ３    |  |            |  |  |                                                  |   |
|                  |  | Gongdeok ↓ |  |  | Nhà ga 1 sân bay Quốc tế Incheon (Tàu trực tiếp) | ↓ |

| １ | ● Đường sắt sân bay Quốc tế Incheon | Thông thường | Hướng đi Đại học Hongik · Sân bay Quốc tế Gimpo · Sân bay Incheon T1 · Sân bay Incheon T2 → |
| ２ | ● Đường sắt sân bay Quốc tế Incheon | Thông thường | Kết thúc tại ga này                                                                         |
| ２ | ● Đường sắt sân bay Quốc tế Incheon | Trực tiếp    | Kết thúc tại ga này                                                                         |
| ３ | ● Đường sắt sân bay Quốc tế Incheon | Trực tiếp    | Hướng đi Sân bay Incheon T1 · Sân bay Incheon T2 →                                          |

| Tuyến và hướng                                               | Chuyển tuyến nhanh |
| ------------------------------------------------------------ | ------------------ |
| Đường sắt sân bay → Tuyến 1, Tuyến 4, Tuyến Gyeongui–Jungang | 5-1                |

### Nền tảng Đường sắt cao tốc khu vực đô thị tuyến A
| Yeonsinnae ↑ |
| \| ２        |
| ↓ Samseong   |

| １ | ● GTX-A | ← Hướng đi Daegok · KINTEX · Unjeong              |
| ２ | ● GTX-A | → Hướng đi Suseo · Seongnam · Guseong · Dongtan → |

## Thay đổi hành khách

### Tàu điện ngầm vùng thủ đô
| Năm | Số lượng hành khách (người) | Số lượng hành khách (người) | Số lượng hành khách (người)                      | Số lượng hành khách (người)     | Số lượng hành khách (người) | Tổng cộng | Ghi chú |
| Năm | (Ngầm)                      | (Trên mặt đất)              | liên kết=Tàu điện ngầm vùng thủ đô Seoul tuyến 4 | liên kết=Tuyến Gyeongui–Jungang | liên kết=AREX               | Tổng cộng | Ghi chú |
| --- | --------------------------- | --------------------------- | ------------------------------------------------ | ------------------------------- | --------------------------- | --------- | ------- |
| 1994 | 116,122                     |                             | 37,434                                           |                                 |                             | 153,556   |         |
| 1995 | 114,559                     | 38,650                      | 153,209                                          |                                 |                             |           |         |
| 1996 | 109,448                     | 38,764                      | 148,212                                          |                                 |                             |           |         |
| 1997 | 102,958                     | 38,294                      | 141,252                                          |                                 |                             |           |         |
| 1998 | 96,273                      | 33,961                      | 130,234                                          |                                 |                             |           |         |
| 1999 | —                           | —                           | —                                                |                                 |                             |           |         |
| 2000 | 91,754                      | 28,866                      | 120,620                                          |                                 |                             |           |         |
| 2001 | 91,908                      | 28,933                      | 120,841                                          |                                 |                             |           |         |
| 2002 | 91,182                      | 29,110                      | 120,292                                          |                                 |                             |           |         |
| 2003 | 88,756                      | 28,067                      | 116,823                                          |                                 |                             |           |         |
| 2004 | 97,081                      | 27,085                      | 124,166                                          |                                 |                             |           |         |
| 2005 | 102,280                     | 25,289                      | 127,569                                          |                                 |                             |           |         |
| 2006 | 105,323                     | 24,676                      | 129,999                                          |                                 |                             |           |         |
| 2007 | 105,870                     | 24,696                      | 130,566                                          |                                 |                             |           |         |
| 2008 | 118,820                     | 23,889                      | 142,709                                          |                                 |                             |           |         |
| 2009 | 106,228                     | 24,124                      | 9,068                                            | 139,420                         | [ 27 ]                      |           |         |
| 2010 | 114,427                     | 28,208                      | 11,809                                           | 19,258                          | 173,702                     | [ 28 ]    |         |
| 2011 | 134,183                     | 33,756                      | 13,110                                           | 26,218                          | 207,267                     |           |         |
| 2012 | 135,425                     | 32,936                      | 13,263                                           | 35,075                          | 216,699                     |           |         |
| 2013 | 138,804                     | 31,366                      | 11,960                                           | 39,113                          | 221,243                     |           |         |
| 2014 | 140,569                     | 30,521                      | 12,536                                           | 37,738                          | 221,364                     |           |         |
| 2015 | 121,254                     | 31,312                      | 6,486                                            | 29,893                          | 188,945                     | [ 29 ]    |         |
| 2016 | 118,281                     | 34,213                      | 5,241                                            | 18,568                          | 176,303                     |           |         |
| 2017 | 111,215                     | 6,897                       | 33,557                                           | 6,186                           | 19,824                      | 177,679   | [ 30 ]  |
| 2018 | 108,475                     | 7,219                       | 35,719                                           | 7,026                           | 23,169                      | 181,608   |         |
| 2019 | 111,771                     | 8,830                       | 37,210                                           | 8,671                           | 25,697                      | 192,179   |         |
| 2020 | 69,015                      | 5,482                       | 22,353                                           | 6,688                           | 12,648                      | 116,186   |         |
| 2021 | 67,966                      | 6,649                       | 20,856                                           | 6,860                           | 12,598                      | 114,929   |         |
| 2022 | 84,366                      | 9,965                       | 26,619                                           | 8,141                           | 17,536                      | 146,627   |         |
| 2023 | 100,595                     | 12,128                      | 31,878                                           | 8,961                           | 24,243                      | 177,805   |         |
| Nguồn |                             |                             |                                                  |                                 |                             |           |         |
| (Ngầm) : Phòng dữ liệu Tổng công ty Vận tải Seoul : Phòng dữ liệu thống kê vận tải đường sắt đô thị của Tập đoàn Đường sắt Hàn Quốc (Gyeongbu) : Trung tâm dữ liệu mở Seoul |                             |                             |                                                  |                                 |                             |           |         |

### Đường sắt·Đường sắt cao tốc
| Năm                          | Số lượng hành khách (người) | Số lượng hành khách (người) | Số lượng hành khách (người) | Tổng cộng | Ghi chú |
| Năm                          |                             | ITX-Saemaeul                | Mugunghwa-ho                | Tổng cộng | Ghi chú |
| ---------------------------- | --------------------------- | --------------------------- | --------------------------- | --------- | ------- |
| 2004                         | 44,388                      | 9,467                       | 22,552                      | 76,407    | [ 32 ]  |
| 2005                         | 50,386                      | 4,895                       | 12,379                      | 67,660    |         |
| 2006                         | 55,348                      | 4,085                       | 11,879                      | 71,065    |         |
| 2007                         | 54,850                      | 3,782                       | 12,444                      | 71,076    |         |
| 2008                         | 54,901                      | 3,649                       | 12,332                      | 70,882    |         |
| 2009                         | 54,088                      | 3,452                       | 13,220                      | 70,760    |         |
| 2010                         | 59,636                      | 3,347                       | 15,251                      | 78,234    |         |
| 2011                         | 71,779                      | 3,182                       | 17,252                      | 92,213    |         |
| 2012                         | 73,050                      | 2,585                       | 17,529                      | 93,164    |         |
| 2013                         | 75,398                      | 2,547                       | 18,127                      | 96,072    | [ 32 ]  |
| 2014                         | 77,687                      | 2,960                       | 17,632                      | 98,279    | [ 33 ]  |
| 2015                         | 77,583                      | 2,838                       | 16,823                      | 97,244    |         |
| 2016                         | 78,842                      | 2,516                       | 14,936                      | 96,294    |         |
| 2017                         | 66,257                      | 2,914                       | 13,314                      | 82,485    |         |
| 2018                         | 76,720                      | 2,846                       | 13,259                      | 92,825    |         |
| 2019                         | 85,022                      | 2,995                       | 13,902                      | 101,919   |         |
| 2020                         | 50,185                      | 1,644                       | 7,818                       | 59,647    |         |
| 2021                         | 55,305                      | 1,823                       | 7,447                       | 64,575    |         |
| 2022                         | 79,758                      | 2,670                       | 8,944                       | 91,372    |         |
| Nguồn                        |                             |                             |                             |           |         |
| Niên giám thống kê đường sắt |                             |                             |                             |           |         |

## Ga Seoul cũ

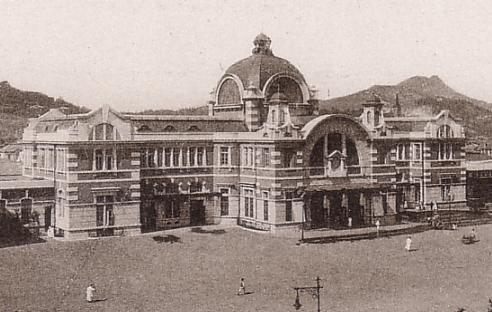
Quang cảnh nhà ga Gyeongseong tại thời điểm xây dựng

Ga Seoul cũ (Tiếng Hàn: 구서울역사, Hanja:舊서울驛舍), nghĩa là Tòa nhà ga Seoul cũ), ban đầu có tên là ga Keijo (Gyeongseong) và thiết kế bởi Tsukamoto Yasushi của Đại học Tōkyō, hoàn thành vào tháng 11 năm 1925. Tòa nhà bằng gạch đỏ này, được thiết kế theo phong cách pha trộn, có kiểu mái vòm trung tâm như Byzantine và bố trí trung lập, đối xứng. Tầng của hội trường Trung tâm ở tầng trệt được bao phủ bằng đá granite và tường được bao phủ bằng đá nhân tạo. Sàn gỗ bên trong tòa nhà VIP Lounge được trang trí với gỗ bạch dương và nhà hàng mang phong cách phương tây được đặt ở tầng 2.
Vào 25 tháng 9 năm 1981, nhà ga cũ được thiết kế lại như Di tích lịch sử 284. Một dự án phục hồi nhà ga cũ bắt đầu vào tháng 9 năm 2007 để "chuyển đổi nhà ga Seoul cũ đã mất đi chức năng của một nhà ga từ khi mở cửa nhà ga KTX mới, đưa vào cơ sở văn hóa quốc gia hàng đầu." Vào cùng năm, việc quản lý đã được chuyển từ Cục Quản lý Di sản văn hóa đến Sở văn hóa, thể thao và du lịch. Sau khi thiết kế cho nhà ga Seoul cũ việc tu sửa đã được tiến hành.
Vào 9 tháng 8 năm 2011, nhà ga đã được mở cửa trở lại như một nền văn hóa phức hợp với vẻ bên ngoài ban đầu của nó, sau 2 năm của dự án phục hồi của Bộ văn hóa, thể thao và du lịch và quỹ thủ công và thiết kế Hàn Quốc (KCDF). Vào 2 tháng 4 năm 2012, "Văn hóa ga Seoul 284" được chính thức phát hành "như một không gian cho sáng tạo, trao đổi nghệ thuật và văn hóa đa dạng." Với tên chính thức, kết hợp với các trạm lịch sử, không gian, và thành thị, đã được lựa chọn thông qua một cuộc gọi mở của quốc gia. Bằng cách kết hợp các khái niệm về không gian văn hóa cùng với di tích số 284 của ga Seoul cũ, cái tên nhằm mục đích thể hiện các khái niệm của sự bảo tồn và giá trị di tích lịch sử còn đồng thời nuôi dưỡng ý nghĩa của nhà ga như là một nơi hội tụ những văn hóa khác nhau. Ga được phục hồi có diện tích 9.202m² tòa nhà có hai tầng trên mặt đất và một tầng dưới lòng đất. Nhà ga cũ, trước khi được đổi mới, có một hành lang chính, một phòng chờ, và một phòng VIP trên tầng một, một hiệu làm tóc và một nhà hàng trên tầng hai. Sau đổi mới, tầng một bao gồm địa điểm để biểu diễn, triển lãm và sự kiện, và một hội trường đa năng nằm ở tầng trên.

## Xung quanh nhà ga

### Quảng trường ga Seoul
Quảng trường ga Seoul đề cập đến con phố đi bộ rộng rãi phía trước nhà ga. Nơi này từ lâu đã được sử dụng làm nơi biểu tình. Một ví dụ điển hình là cuộc biểu tình ngày 5.15 ở ga Seoul. Cọc sắt được dựng ở hai bên quảng trường với mục đích hạn chế ô tô ra vào, và sau khi được văn phòng nhà ga cho phép sử dụng quảng trường, văn phòng nhà ga đã nhận được khóa để tạm thời dỡ bỏ cọc sắt và ô tô.

### Thông tin lối ra
| Lối ra \| 나가는 곳 \| Exit \| 出口                              | Lối ra \| 나가는 곳 \| Exit \| 出口 |
| ---------------------------------------------------------------- | --- |
| Sử dụng phòng chờ tại Ga Seoul trên Tuyến 1                      | |
| 1                                                                | Hướng tới Cheongpa-dong Công viên thể thao Son Ki-jeong Trường Trung học Y tế Trung tâm Y tế Seoul Trường tiểu học Seoul Bongrae Trung tâm cộng đồng Jungnim-dong Nhật báo kinh tế Hàn Quốc Seoullo 7017                             |
| 2                                                                | Bưu điện ga Seoul Quảng trường ga Seoul Công viên lịch sử Seosomun Phố giày Yeomcheon Gyosu Di tích lịch sử văn hóa Seoul 284 Seoullo 7017                                                                                           |
| 3                                                                | Uiju-ro 2-ga Phố giày Yeomcheon Gyosu Cơ quan An toàn và Sức khỏe Nghề nghiệp Hàn Quốc Trụ sở khu vực Seoul Phòng Thương mại và Công nghiệp Hàn Quốc Trụ sở chính Seoul Chi nhánh chính Ngân hàng Shinhan Hướng tới ga Tòa thị chính |
| 4                                                                | Sungnyemun Chợ Namdaemun Bukchang-dong Trung tâm hoạt động Lee Hoe-young Trung tâm cộng đồng Sogong-dong |
| 5                                                                | Namdaemun-ro 5-ga |
| 6                                                                | Severance Building Đại học Yonsei |
| 7                                                                | Chợ Namdaemun Khu vực Namdaemun Trung tâm mua sắm phụ kiện Seoullo 7017 |
| 8                                                                | Công viên Namsan Thư viện Namsan Quảng trường Baekbeom Nhà tưởng niệm Ahn Jung-geun Khách sạn Millennium Hilton Seoullo 7017 |
| 9                                                                | Seoul Square Đồn cảnh sát Namdaemun Seoullo 7017 |
| Sử dụng phòng chờ tại Ga Seoul trên Tuyến 4 và Đường sắt sân bay | |
| 9-1                                                              | Trung tâm trung chuyển xe buýt ga Seoul |
| 10                                                               | Seoul Square Đồn cảnh sát Namdaemun Seoul City Tower Dịch vụ thông tin tài chính Hàn Quốc |
| 11                                                               | Huam-dong |
| 12                                                               | Bưu điện Huam-dong Ủy ban Bản quyền Hàn Quốc Trung tâm Khiếu nại Dân sự Toàn diện Công viên trẻ em Dongja |
| 13                                                               | Hangang-daero Hướng tới Yongsan |
| 14                                                               | Quảng trường ga Seoul |
| 15                                                               | Hướng tới Cheongpa-dong |

| Lối ra \| 나가는 곳 \| Exit \| 出口                        | Lối ra \| 나가는 곳 \| Exit \| 出口 |
| ---------------------------------------------------------- | --- |
| Sử dụng phòng chờ tại Ga Seoul trên Tuyến Gyeongui–Jungang | |
| 1                                                          | Quảng trường ga Seoul Bưu điện ga Seoul Công viên thể thao Son Ki-jeong Trường Trung học Y tế Trung tâm Y tế Seoul Trường tiểu học Seoul Bongrae Trung tâm cộng đồng Jungnim-dong Nhật báo kinh tế Hàn Quốc Công viên lịch sử Seosomun Phố giày Yeomcheon Gyosu Seoullo 7017 |

| Lối ra \| 나가는 곳 \| Exit \| 出口 | Lối ra \| 나가는 곳 \| Exit \| 出口 |
| ----------------------------------- | --- |
| Sử dụng phòng chờ tại Ga Seoul      | |
| 1                                   | Quảng trường ga Seoul Seoul Square Đồn cảnh sát Namdaemun |
| 2                                   | Hướng tới Cheongpa-dong |
| 3                                   | Công viên thể thao Son Ki-jeong Trường Trung học Y tế Trung tâm Y tế Seoul Trường tiểu học Seoul Bongrae Trung tâm cộng đồng Jungnim-dong Nhật báo kinh tế Hàn Quốc Công viên lịch sử Seosomun Phố giày Yeomcheon Gyosu Seoullo 7017 |

## Hình ảnh

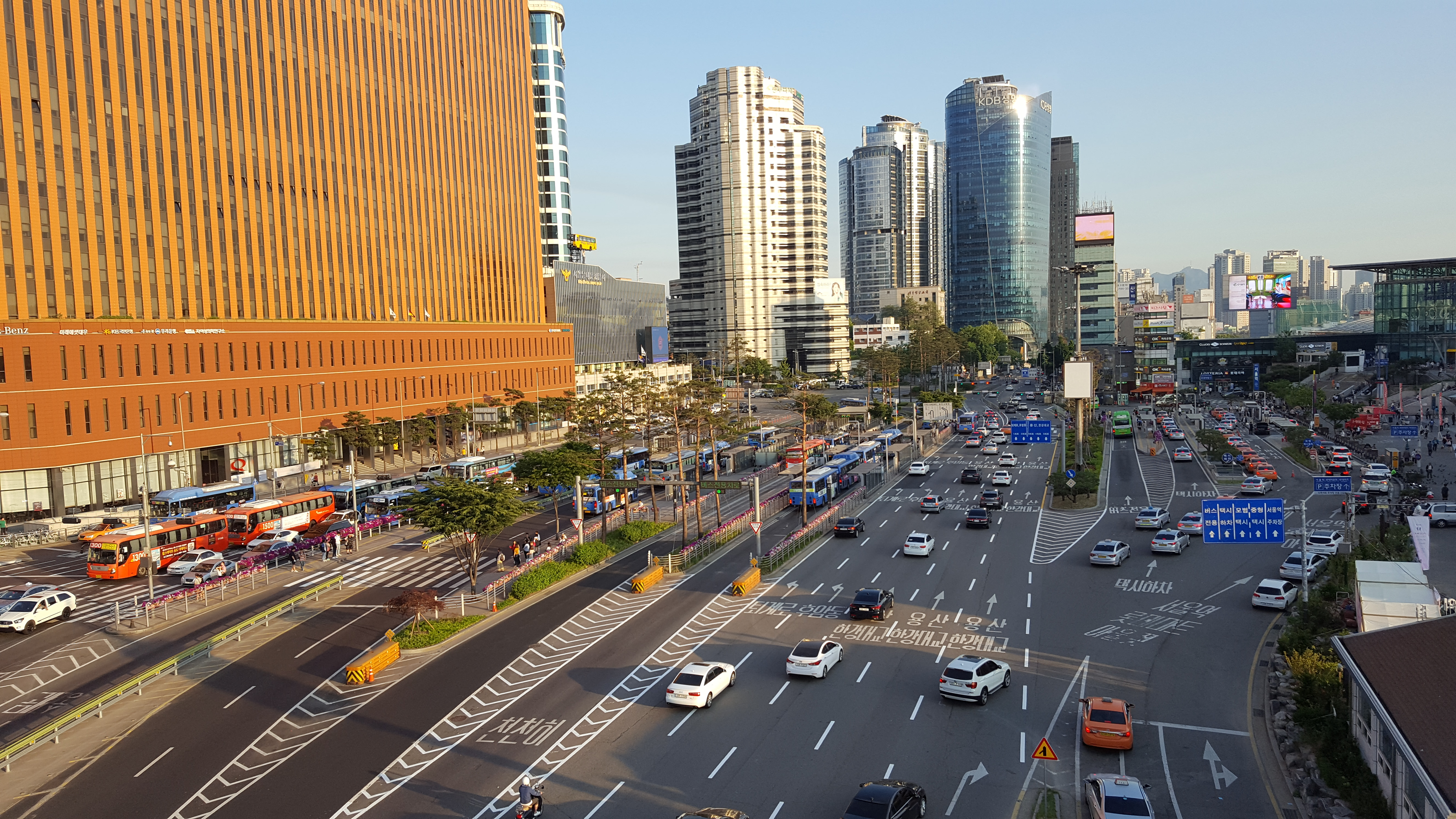
Ga Seoul và tòa nhà trụ sở cũ của Tập đoàn Daewoo
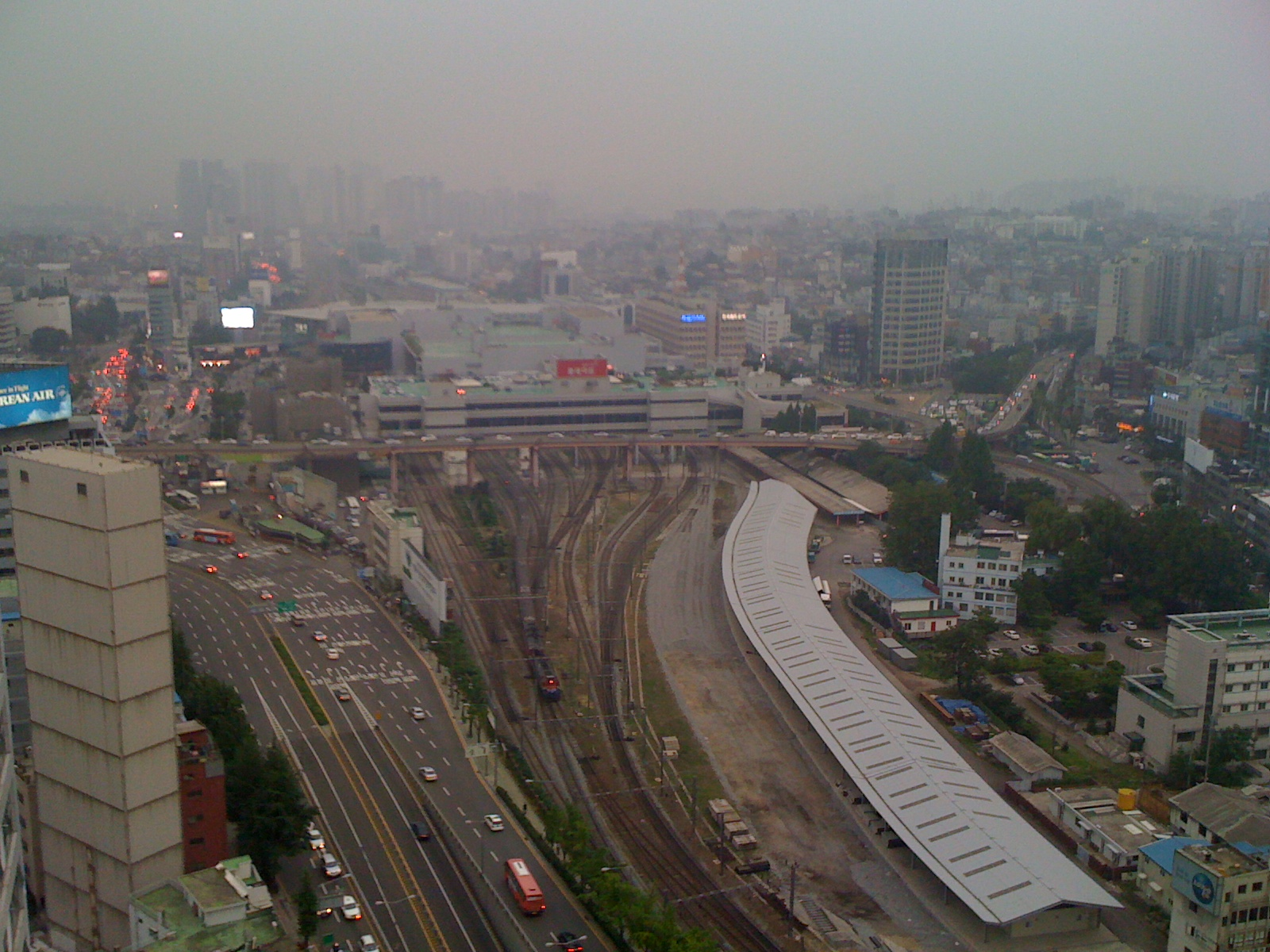
Toàn cảnh ga Seoul
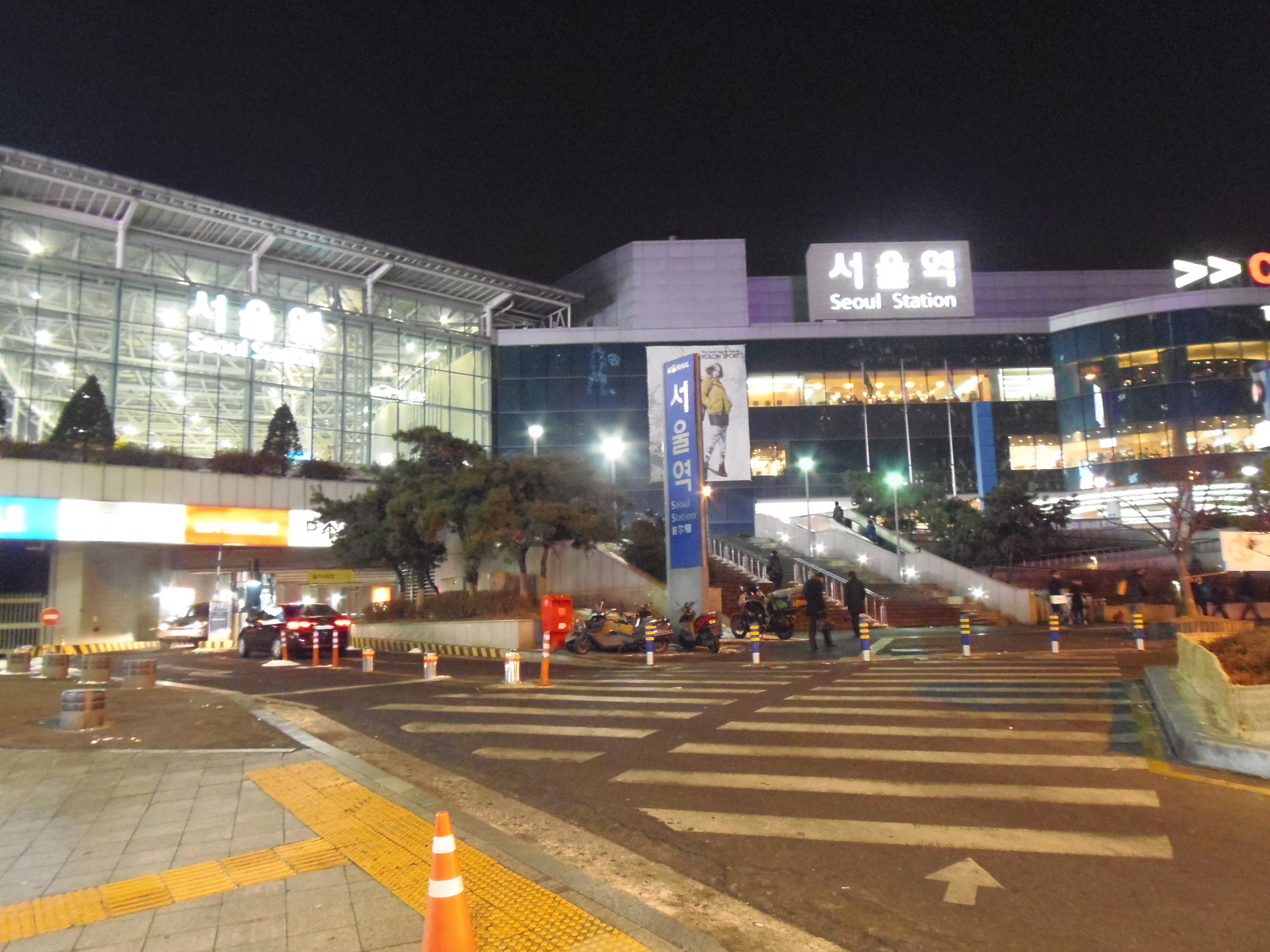
Cảnh ban đêm ga Seoul
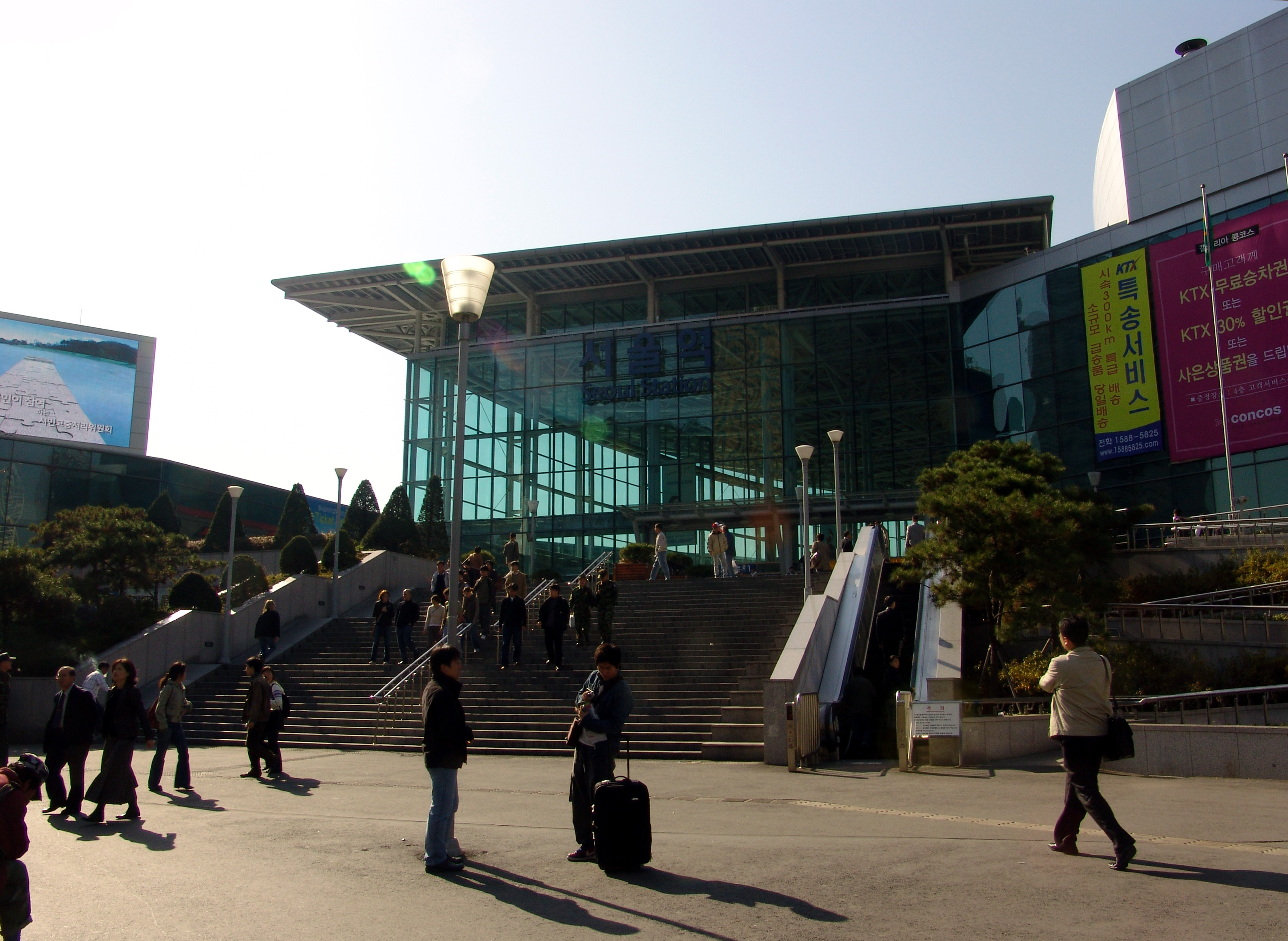
Ga Seoul năm 2005
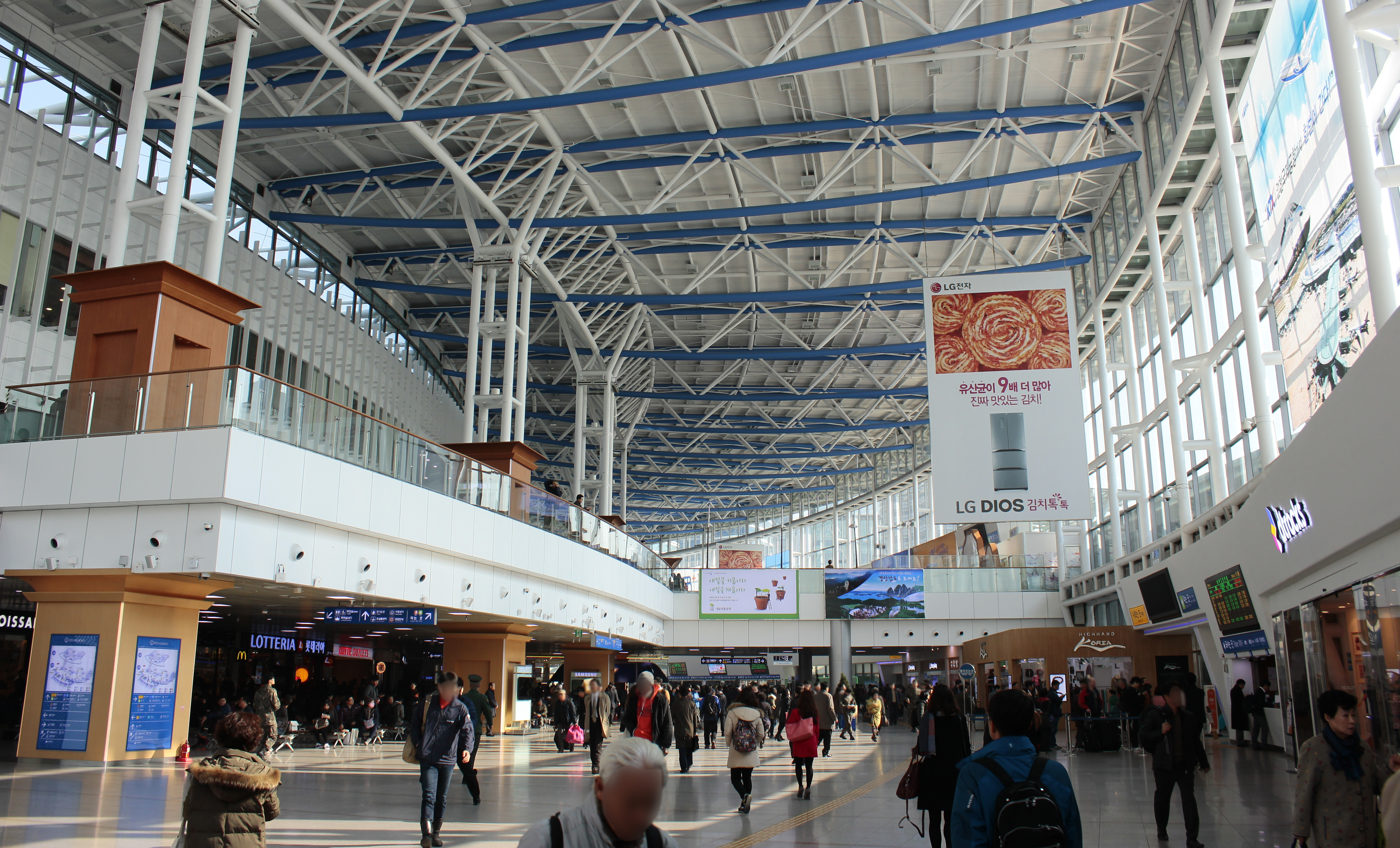
Tầng 2 ga Seoul
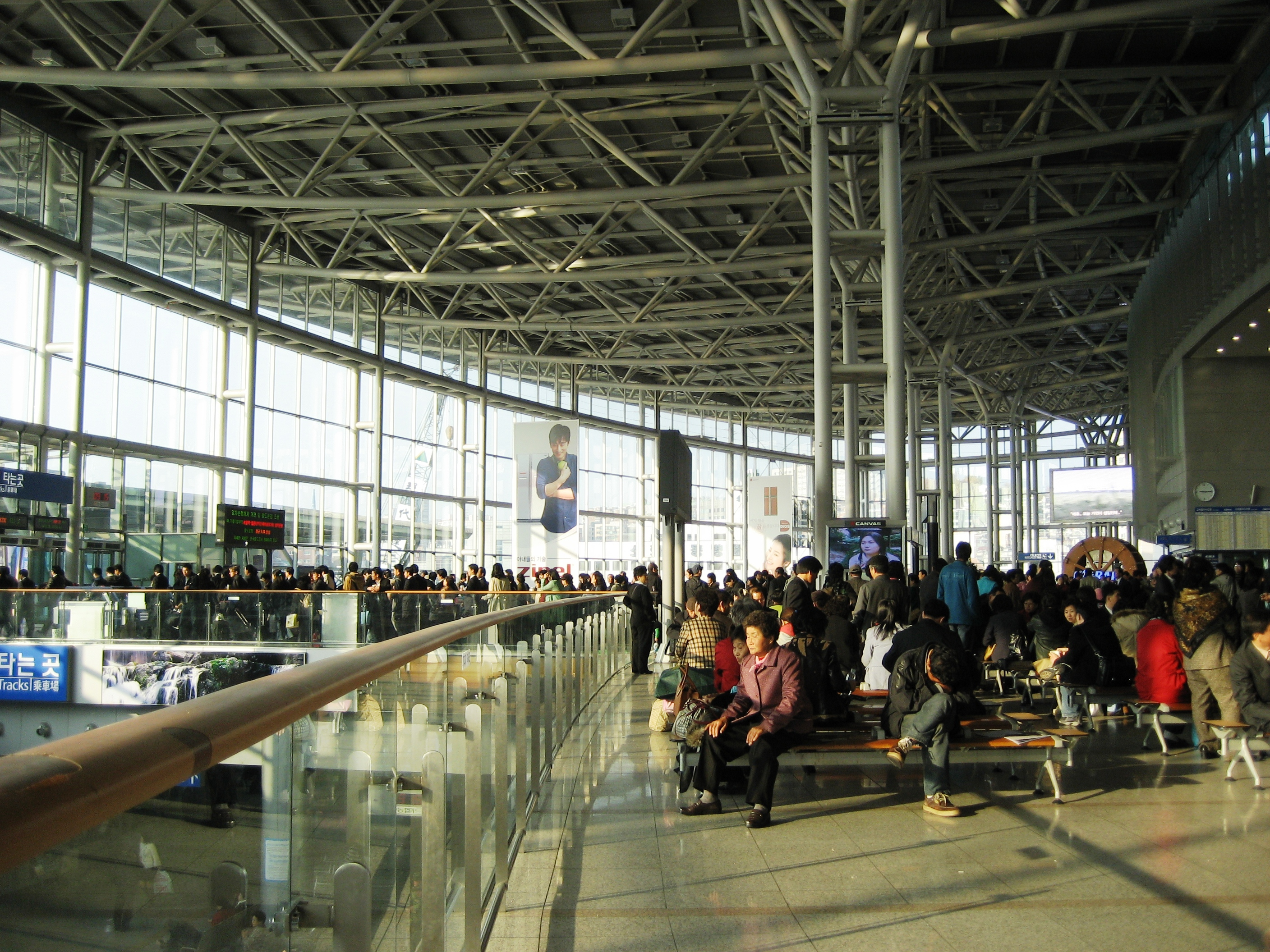
Tầng 3 ga Seoul
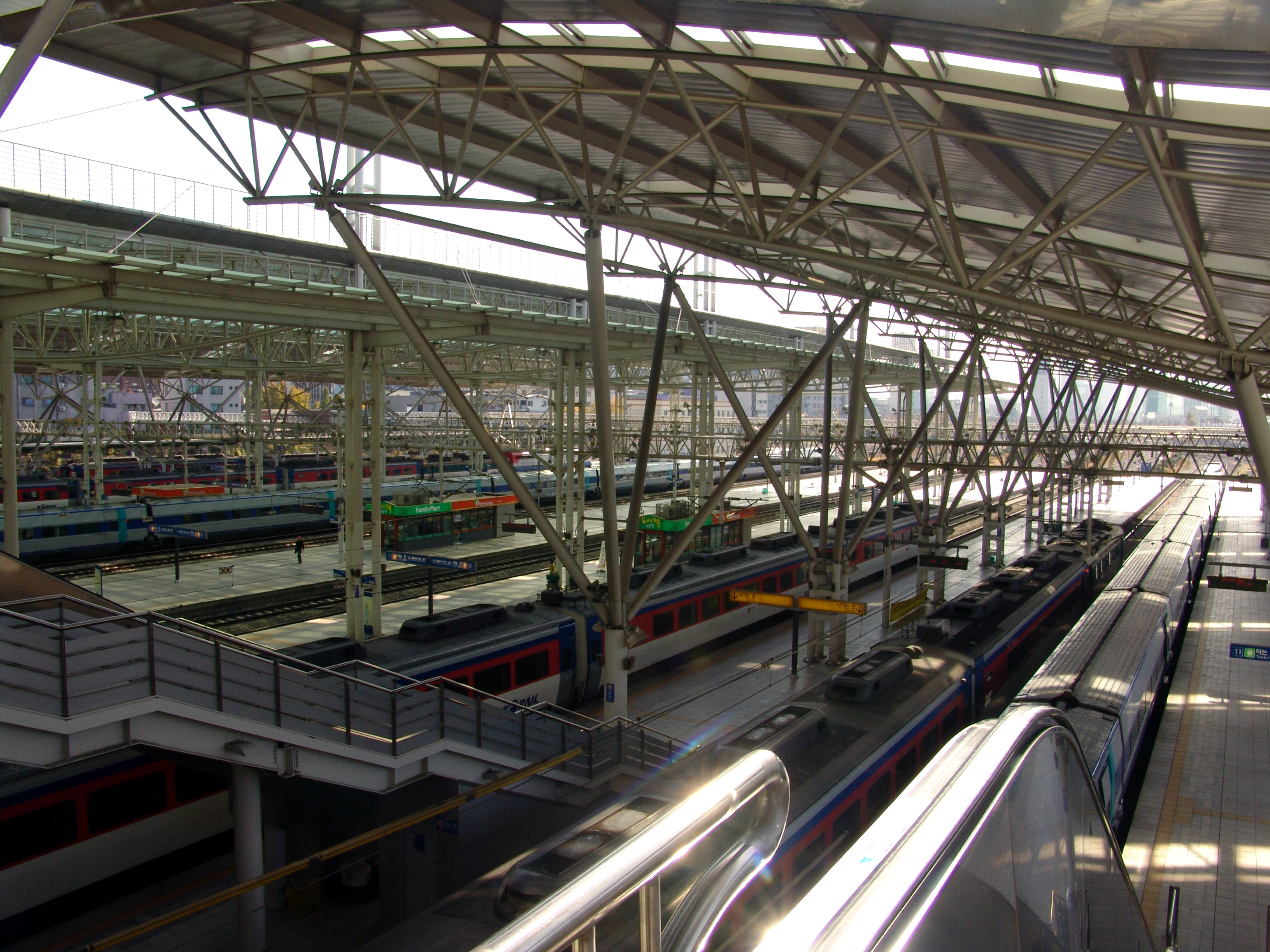
Sân ga tại ga Seoul
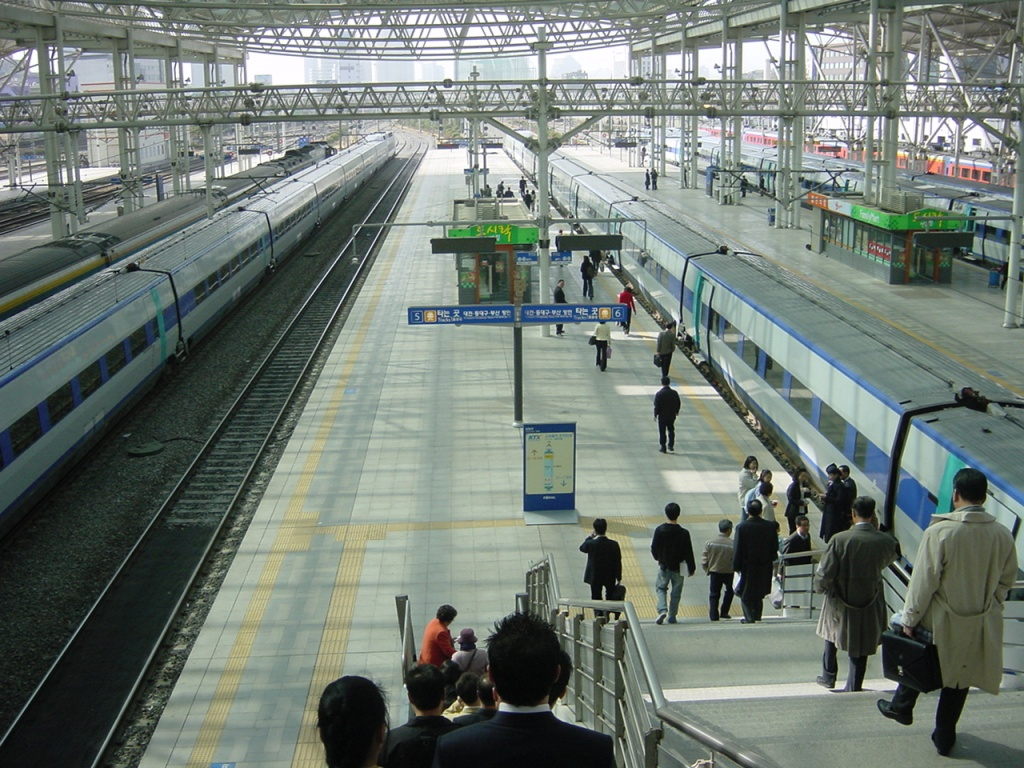
Sân ga tại ga Seoul
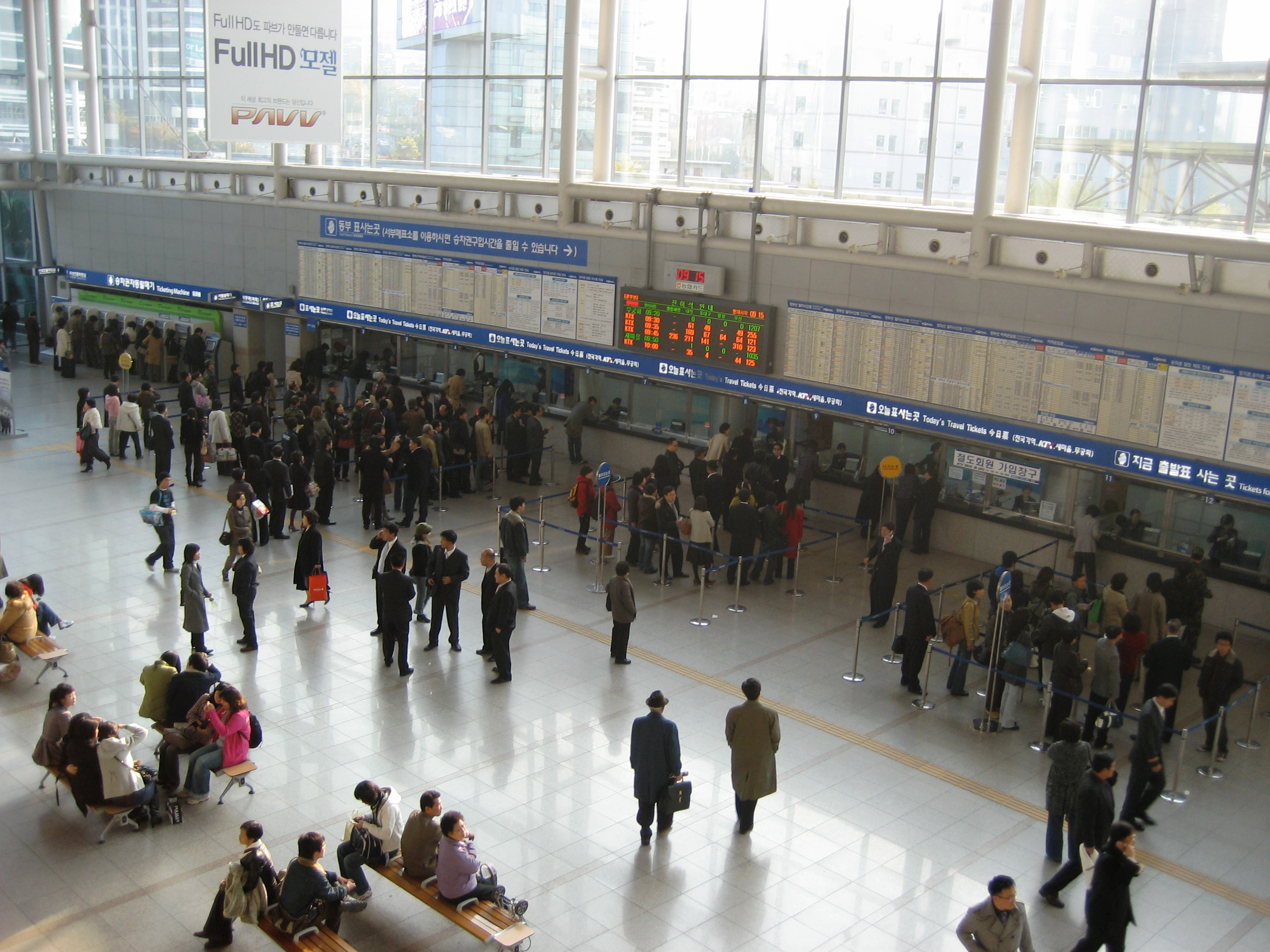
Khu vực mua vé tàu ga Seoul
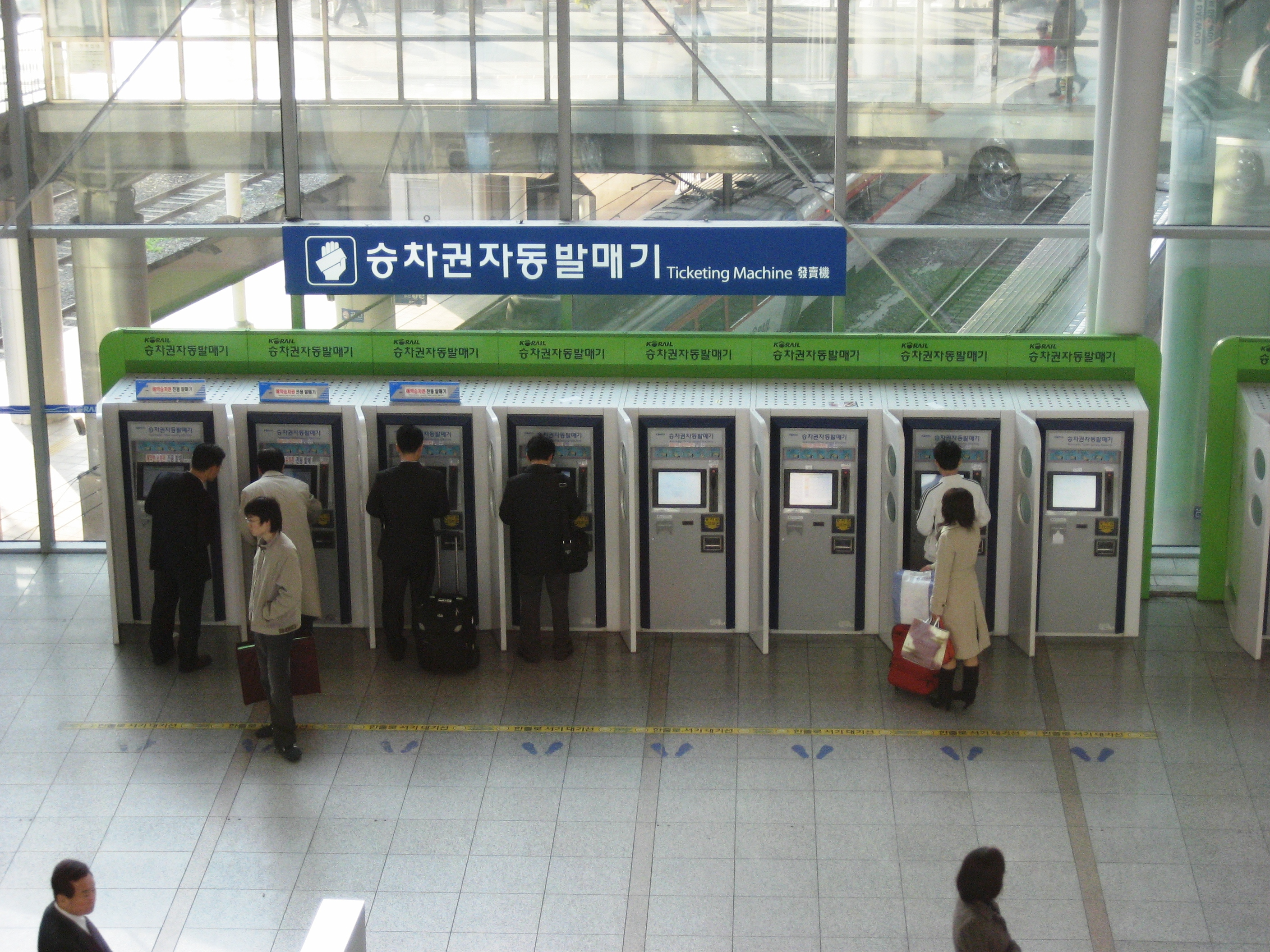
Máy bán vé tự độnh
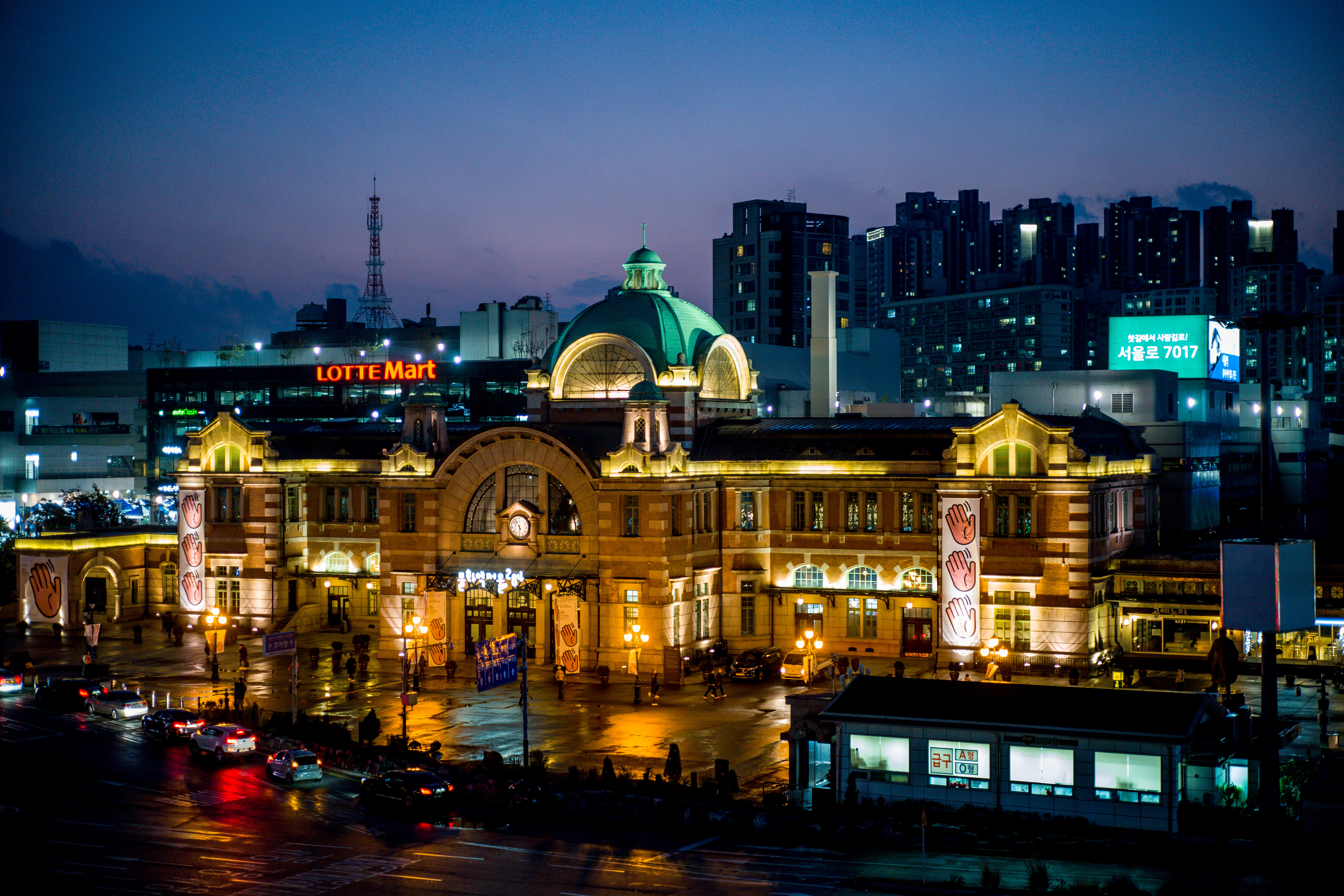
Cảnh đêm tòa nhà ga Seoul cũ
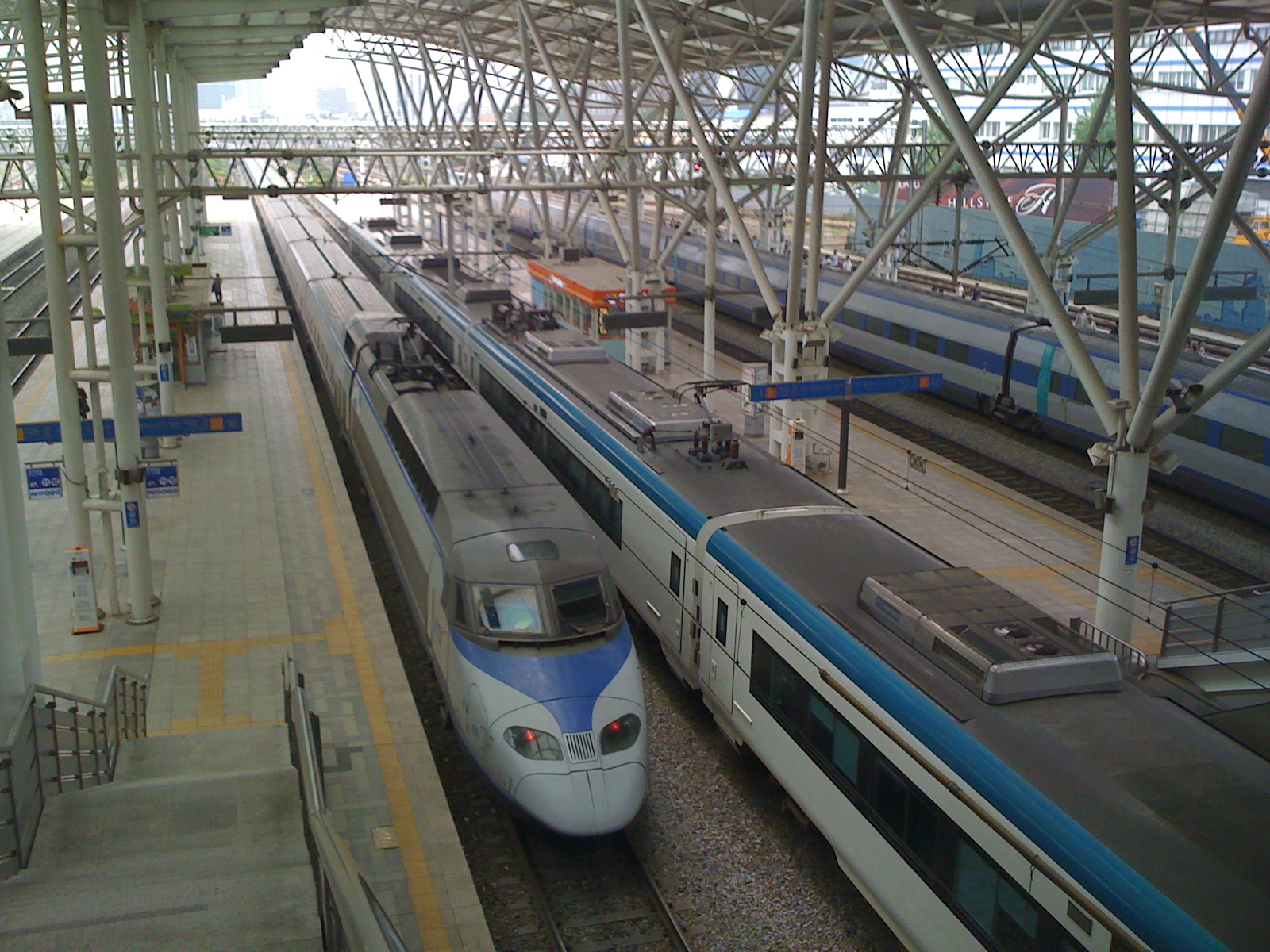
KTX trên sân ga
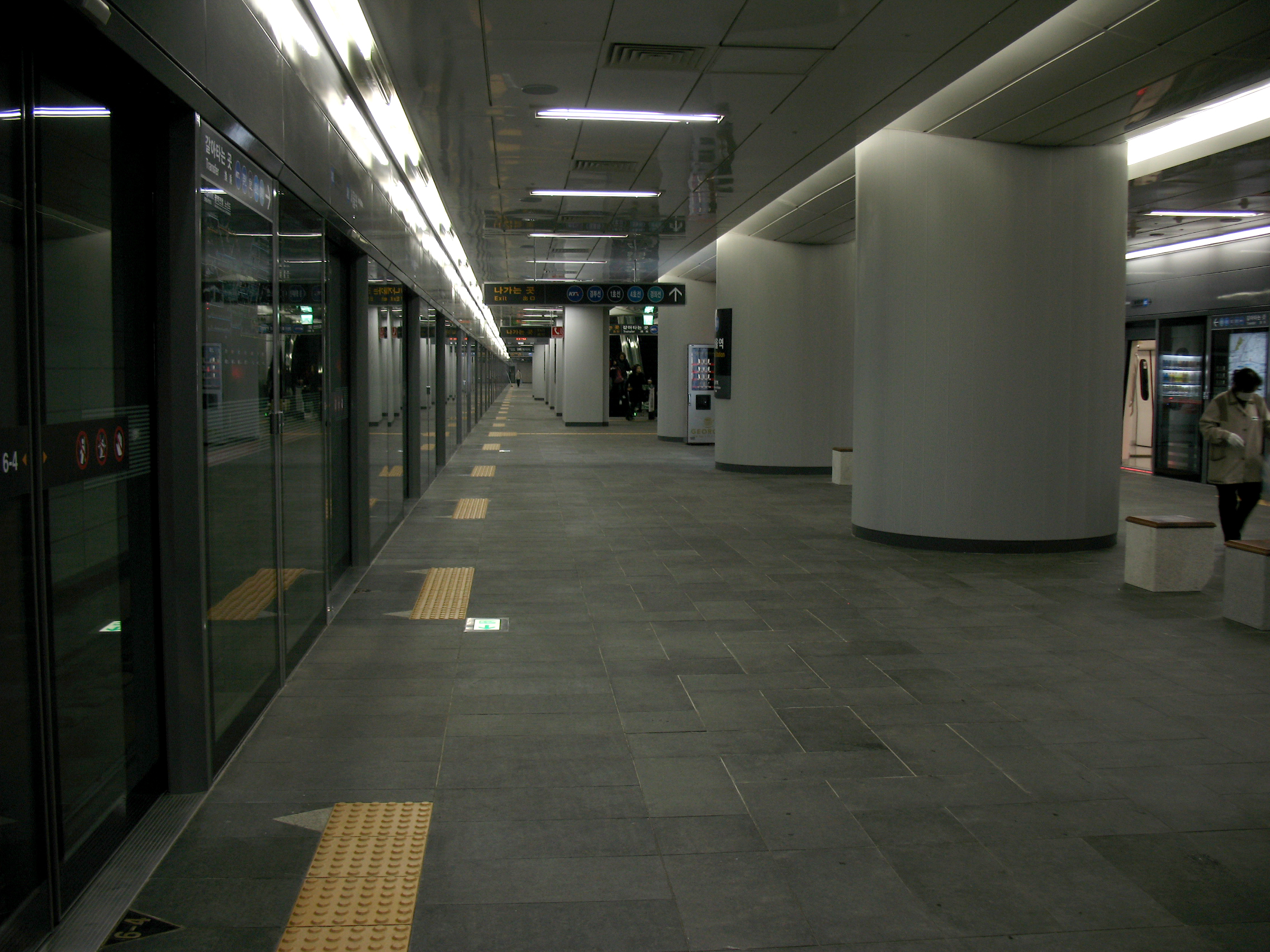
Sân ga tàu thường xuyên của đường sắt sân bay
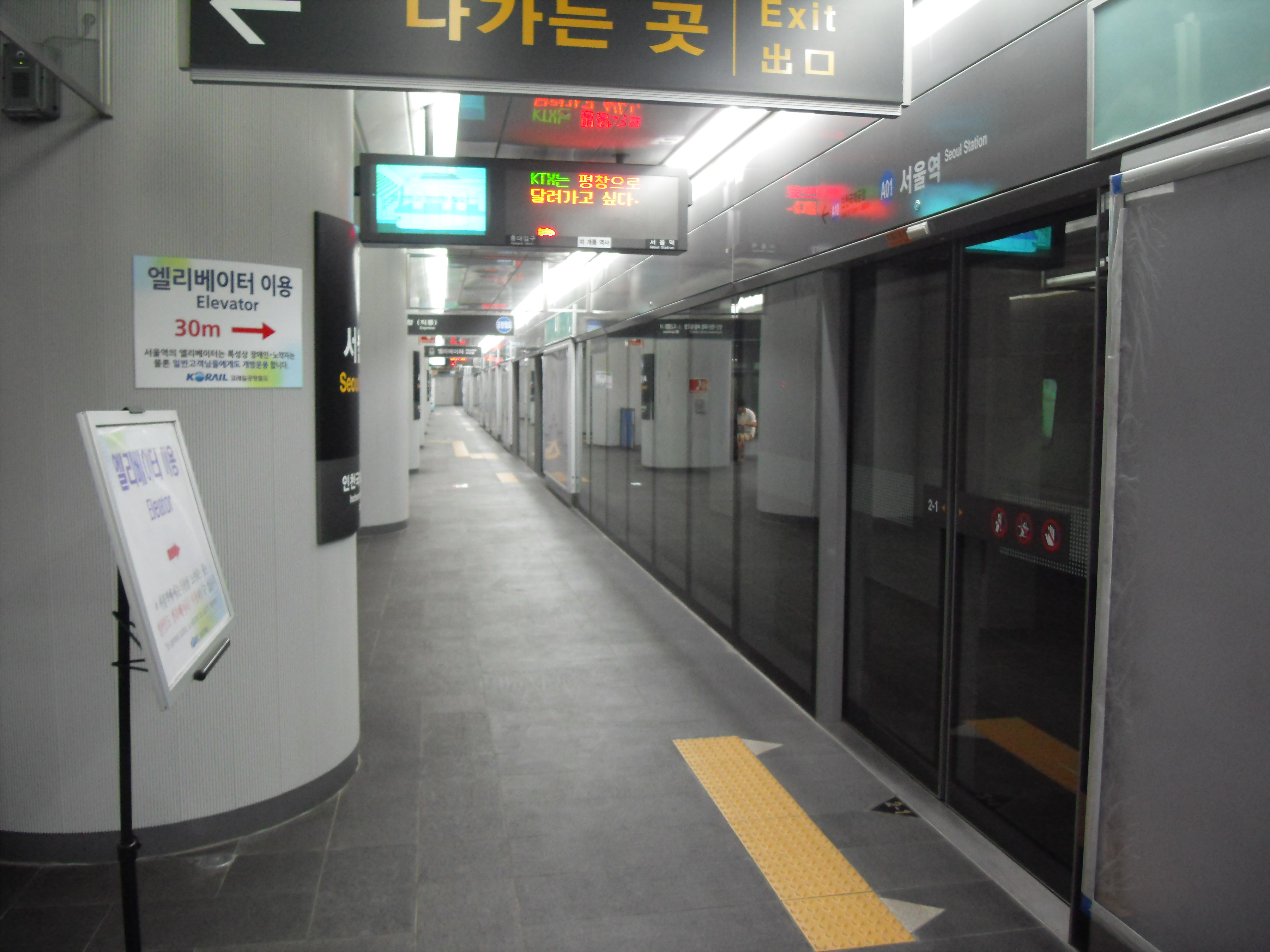
Sân ga tàu trực tiếp của đường sắt sân bay
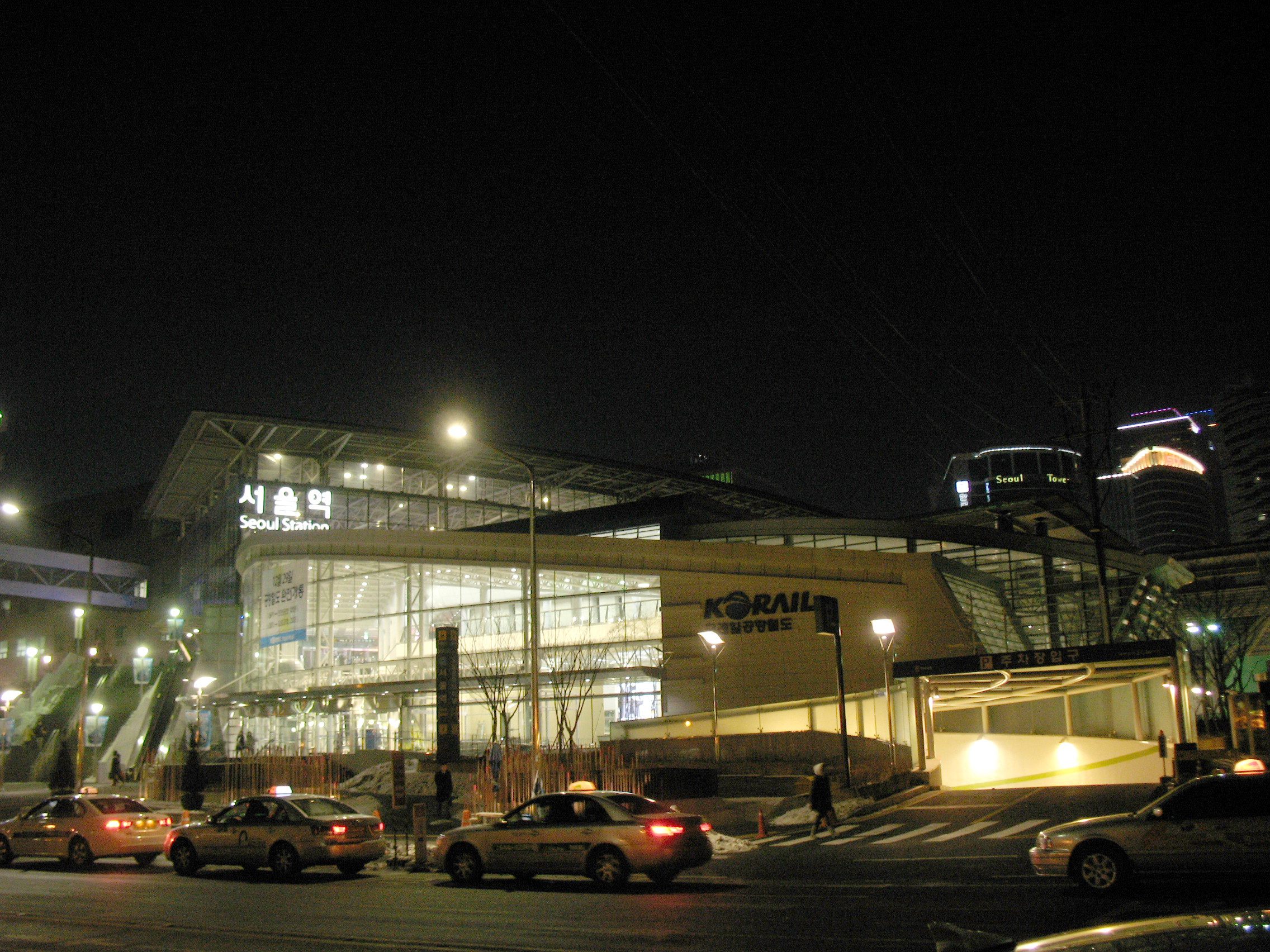
Bên ngoài ga đường sắt sân bay vào ban đêm
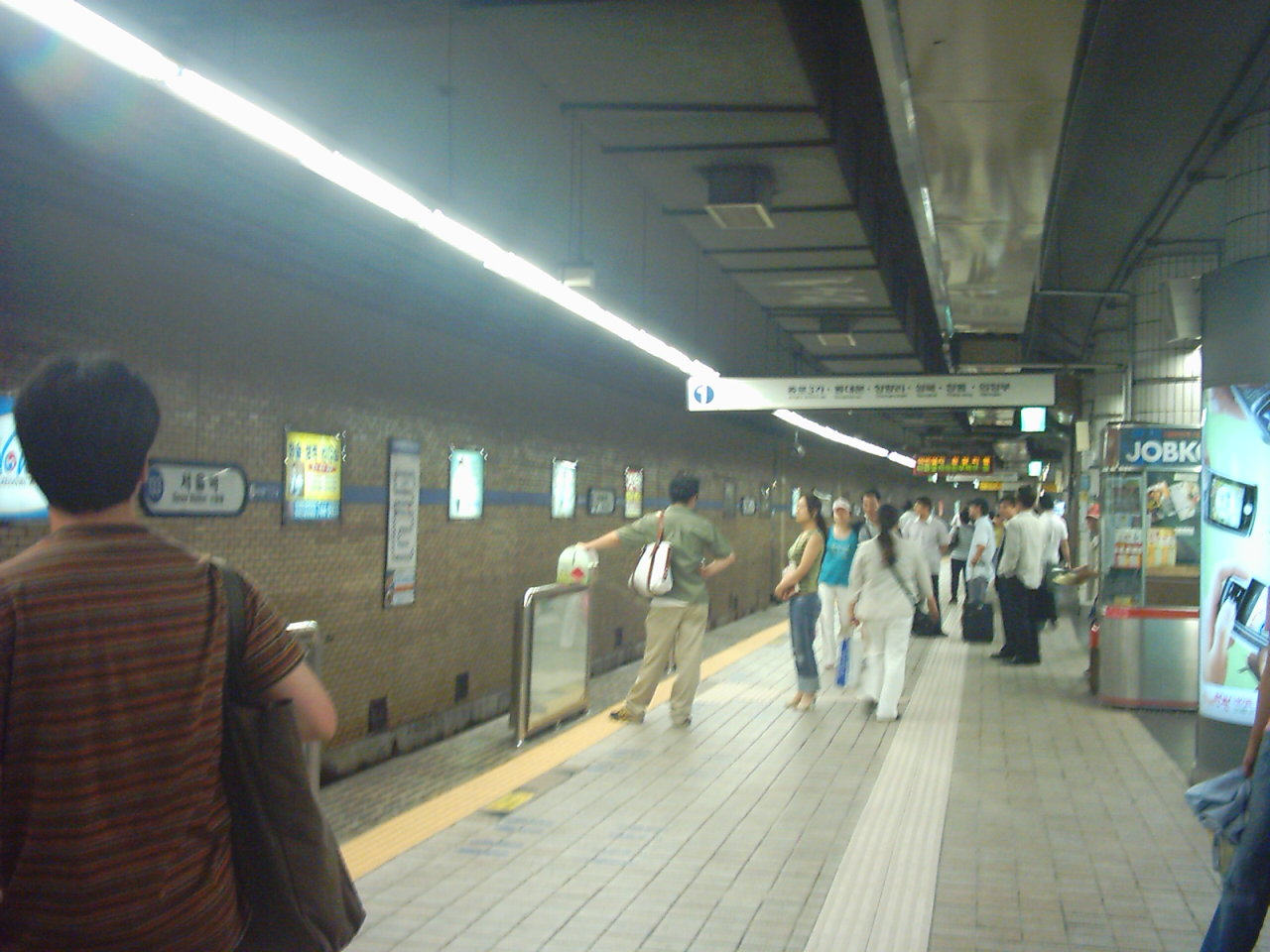
Sân ga tuyến 1 (trước khi lắp cửa chắn sân ga)
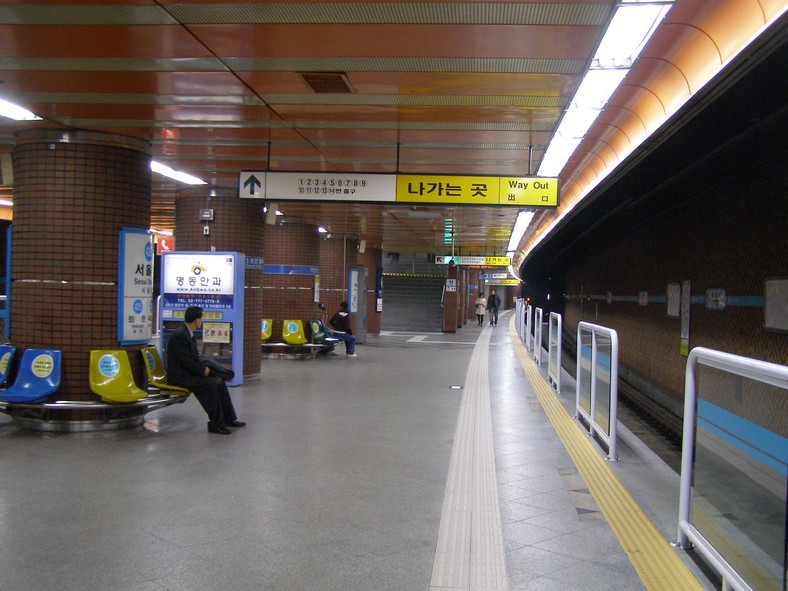
Sân ga tuyến 4 (trước khi lắp cửa chắn sân ga)
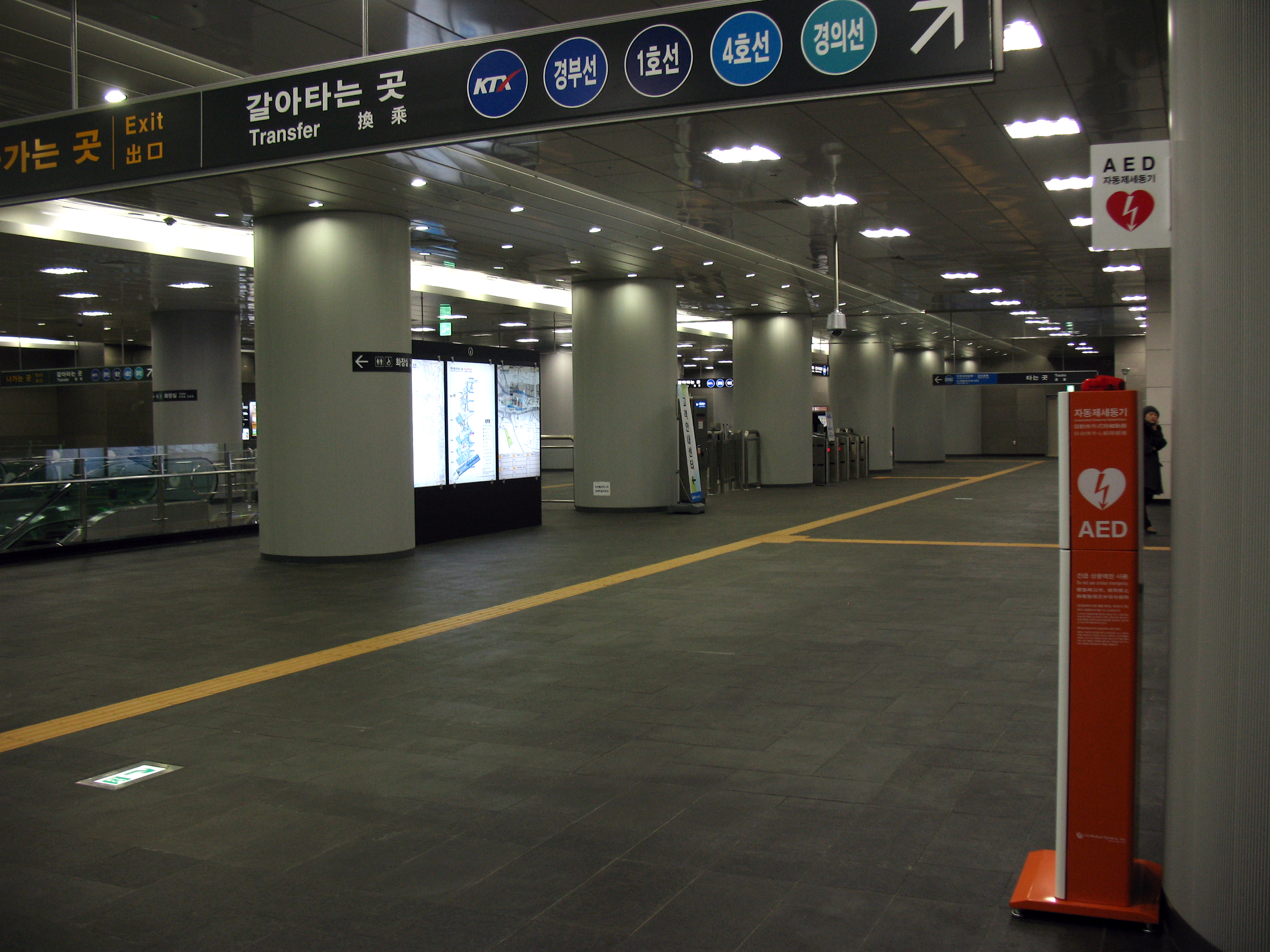
Cổng soát vé đường sắt sân bay (tầng hầm 3)
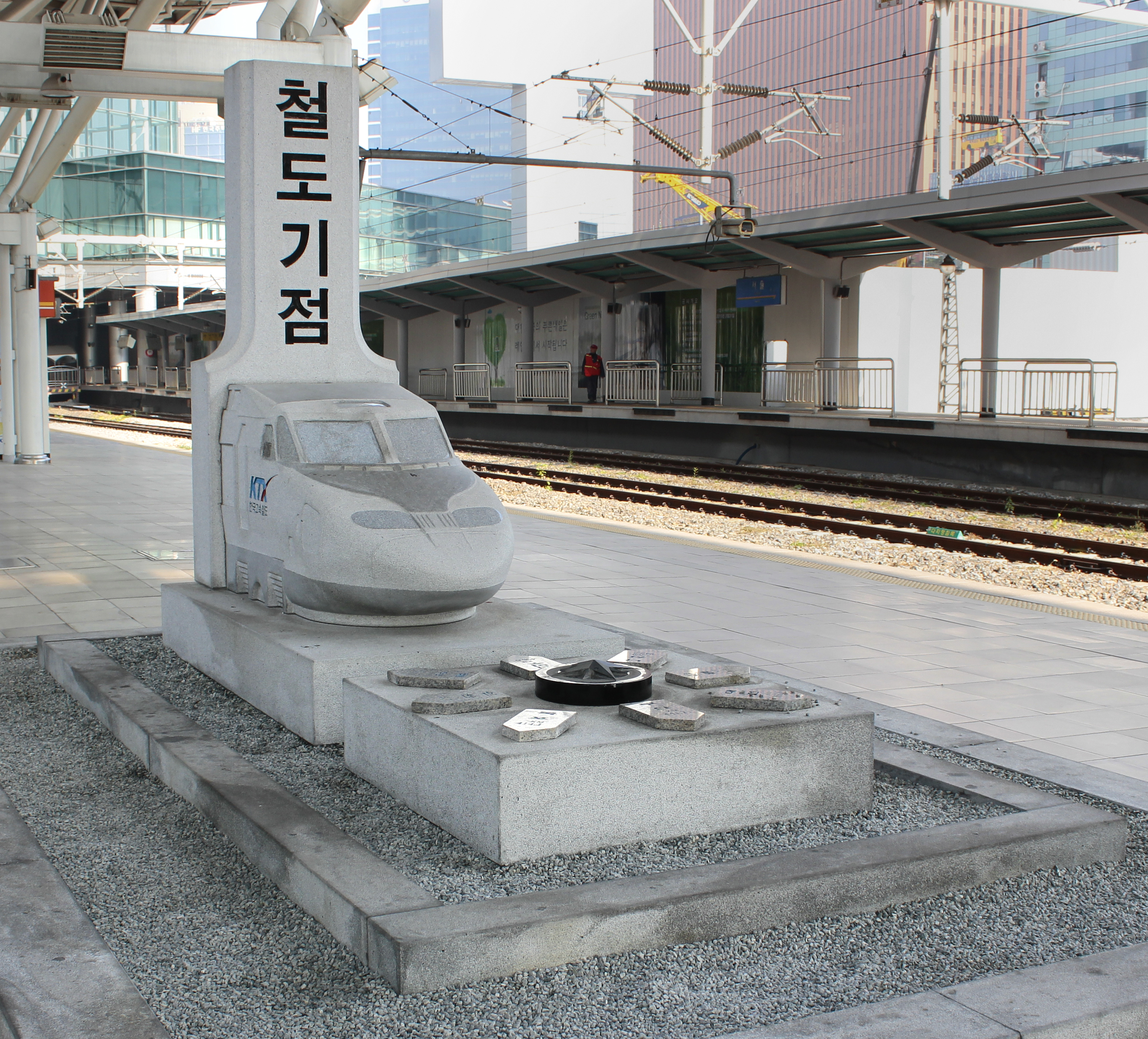
Điểm bắt đầu đường sắt tại sân ga 3 và 4
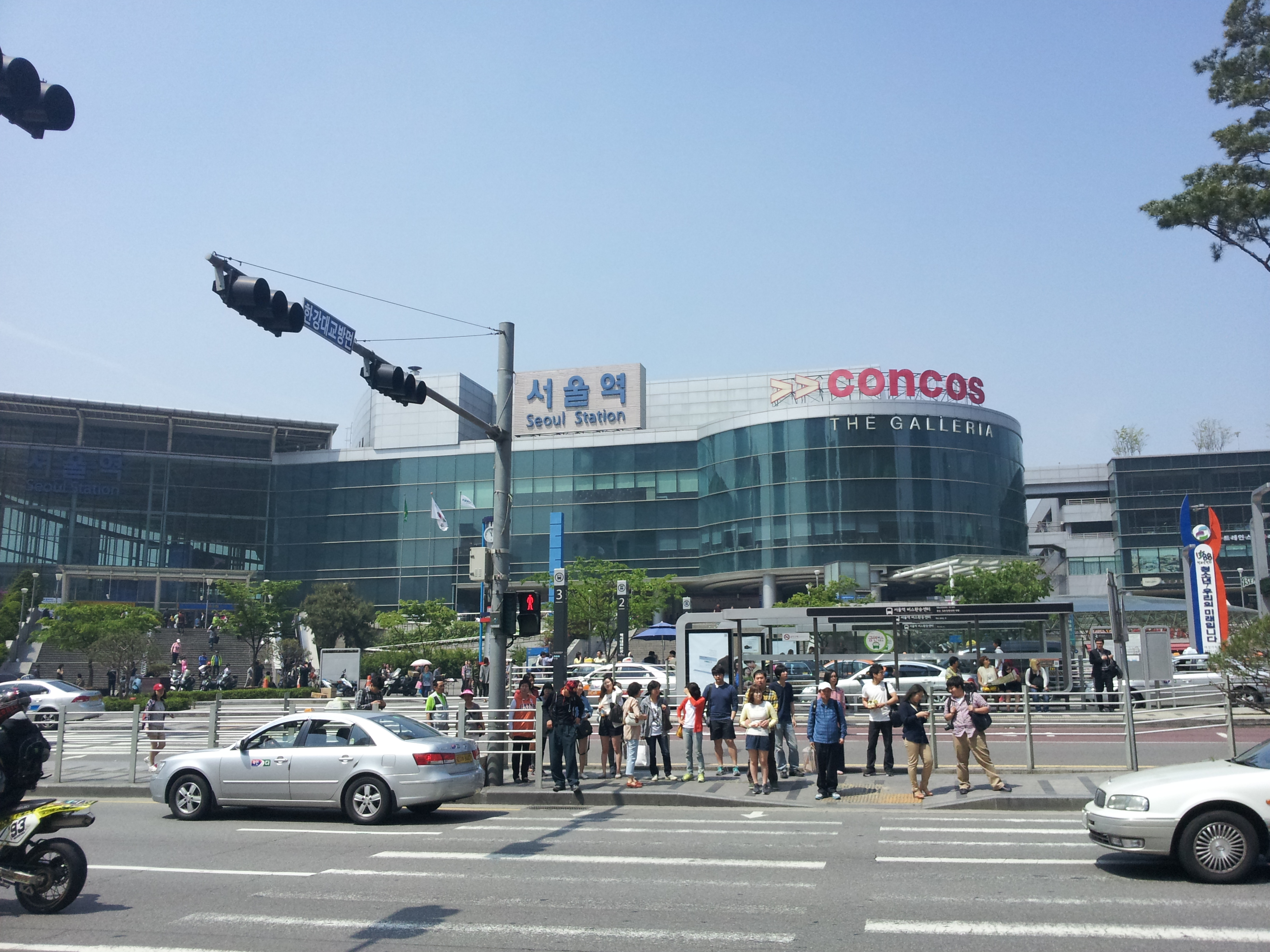
Ga Seoul năm 2012
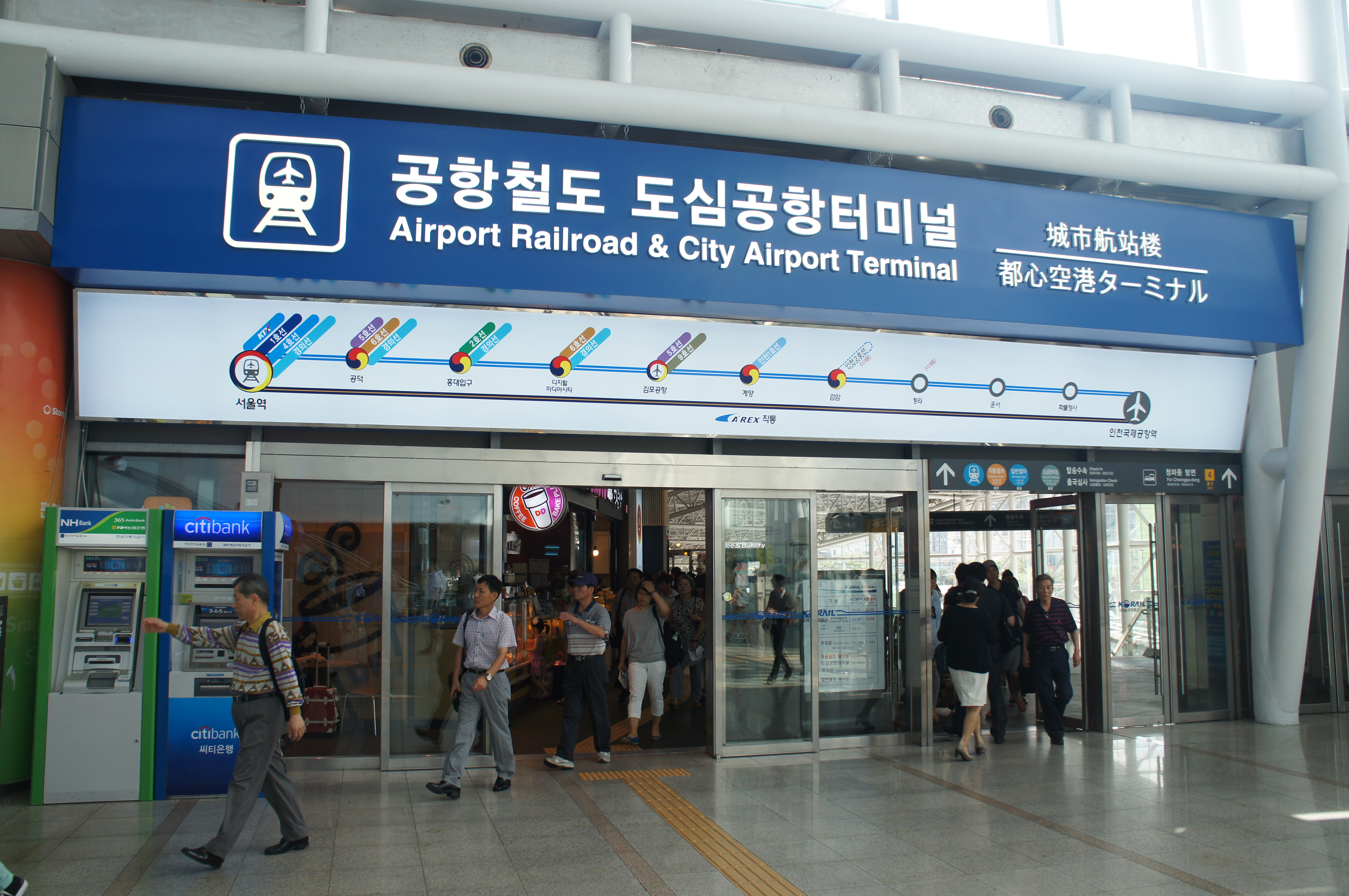
Phòng chờ ga Seoul Lối vào ga đường sắt sân bay
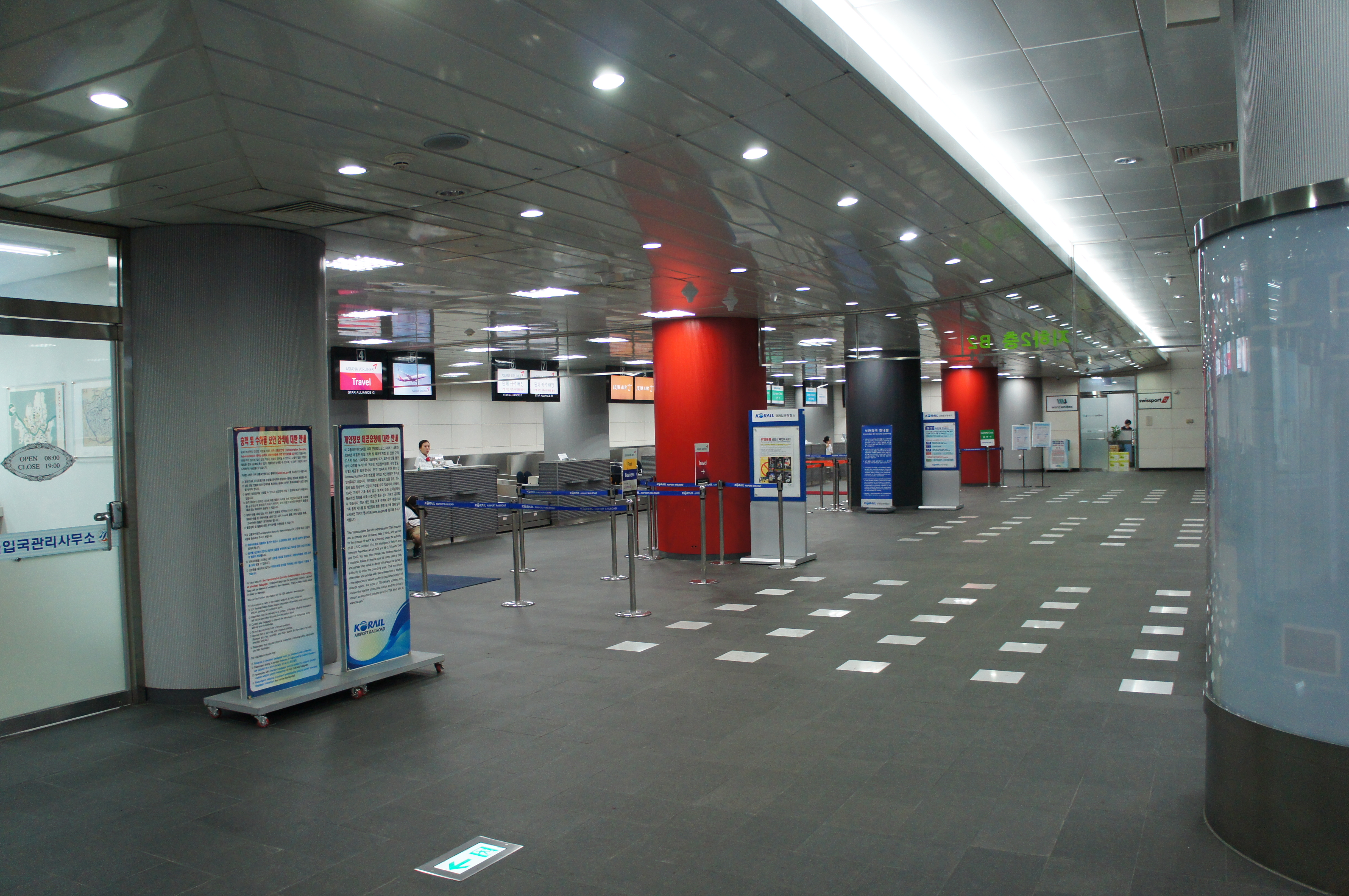
Sân bay quốc tế Incheon Nhà ga sân bay thành phố
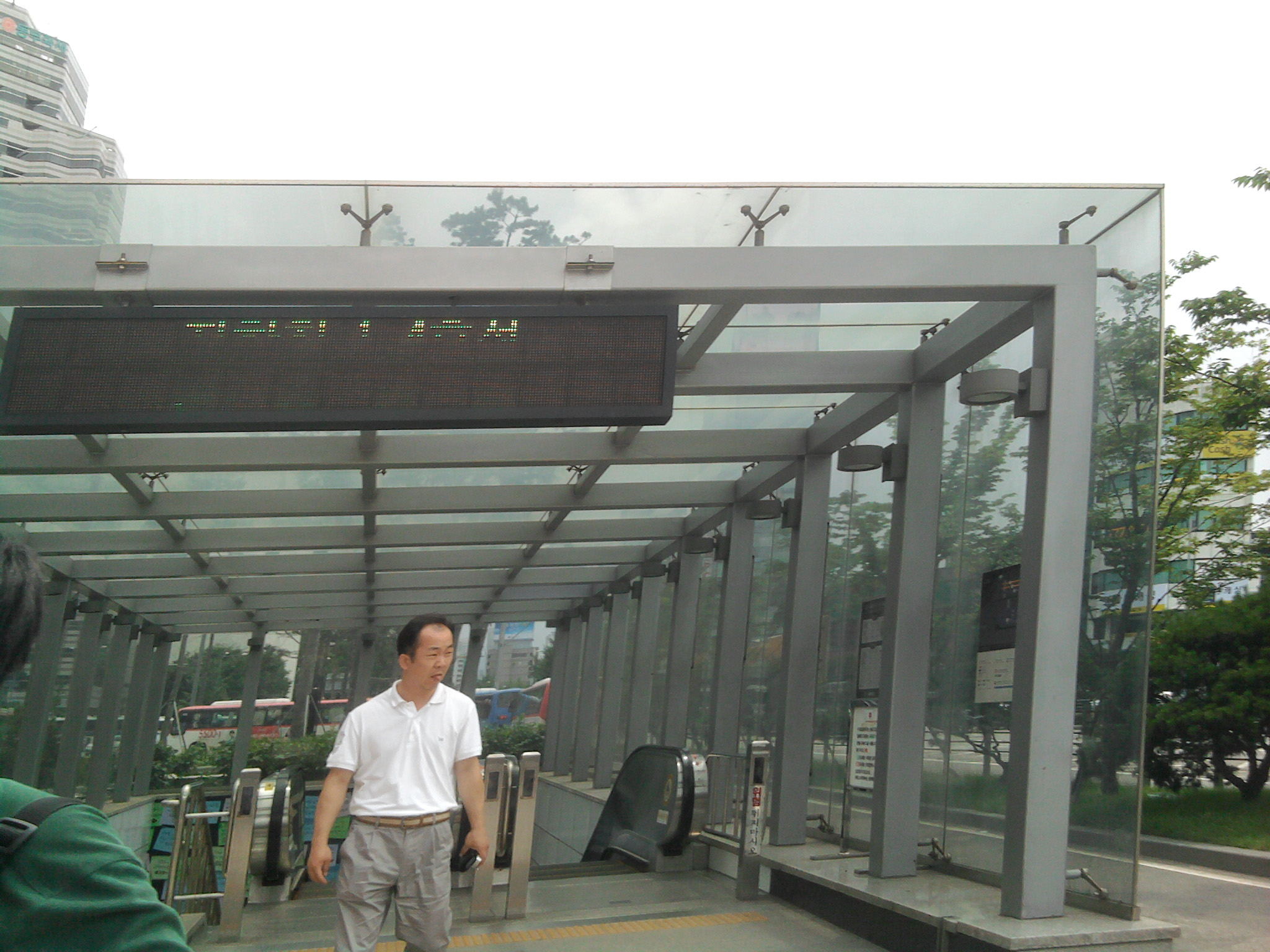
Lối ra 9-1 theo hướng Trung tâm trung chuyển xe buýt ga Seoul
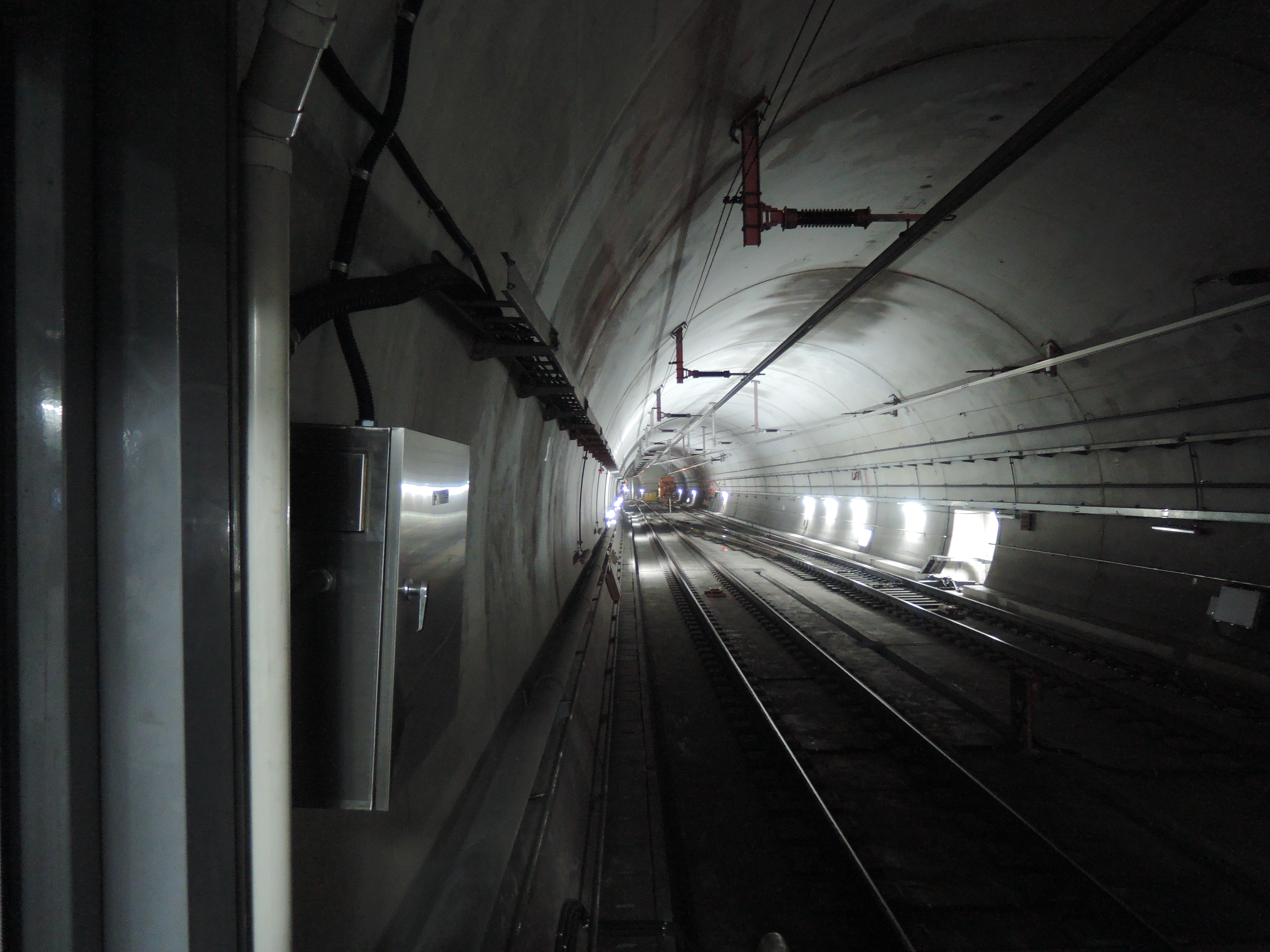
Chuyển ray đường sắt sân bay và đường tàu điện
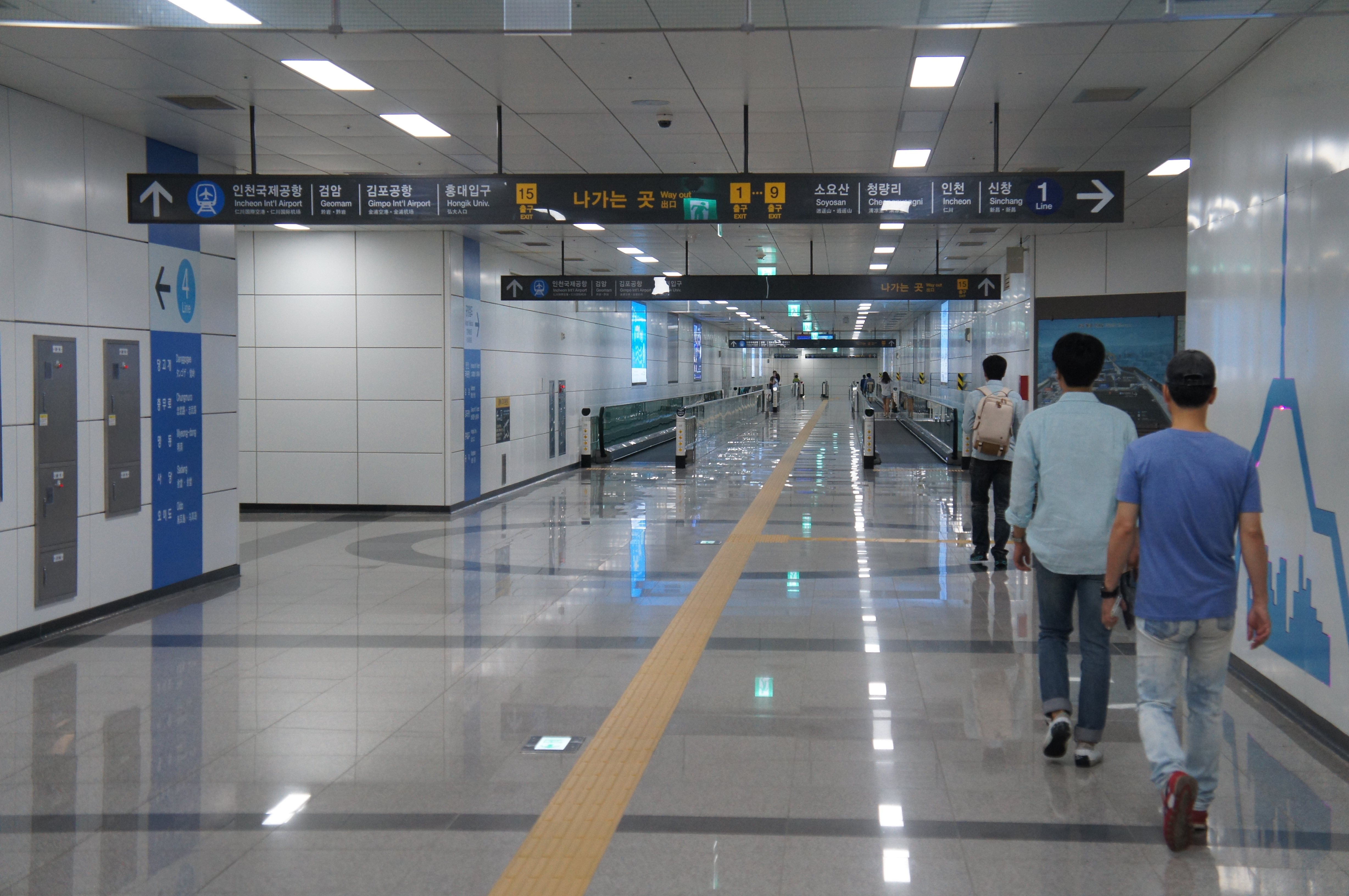
Ga Seoul Tuyến 1 và 4 - Lối đi chuyển tuyến Đường sắt Sân bay
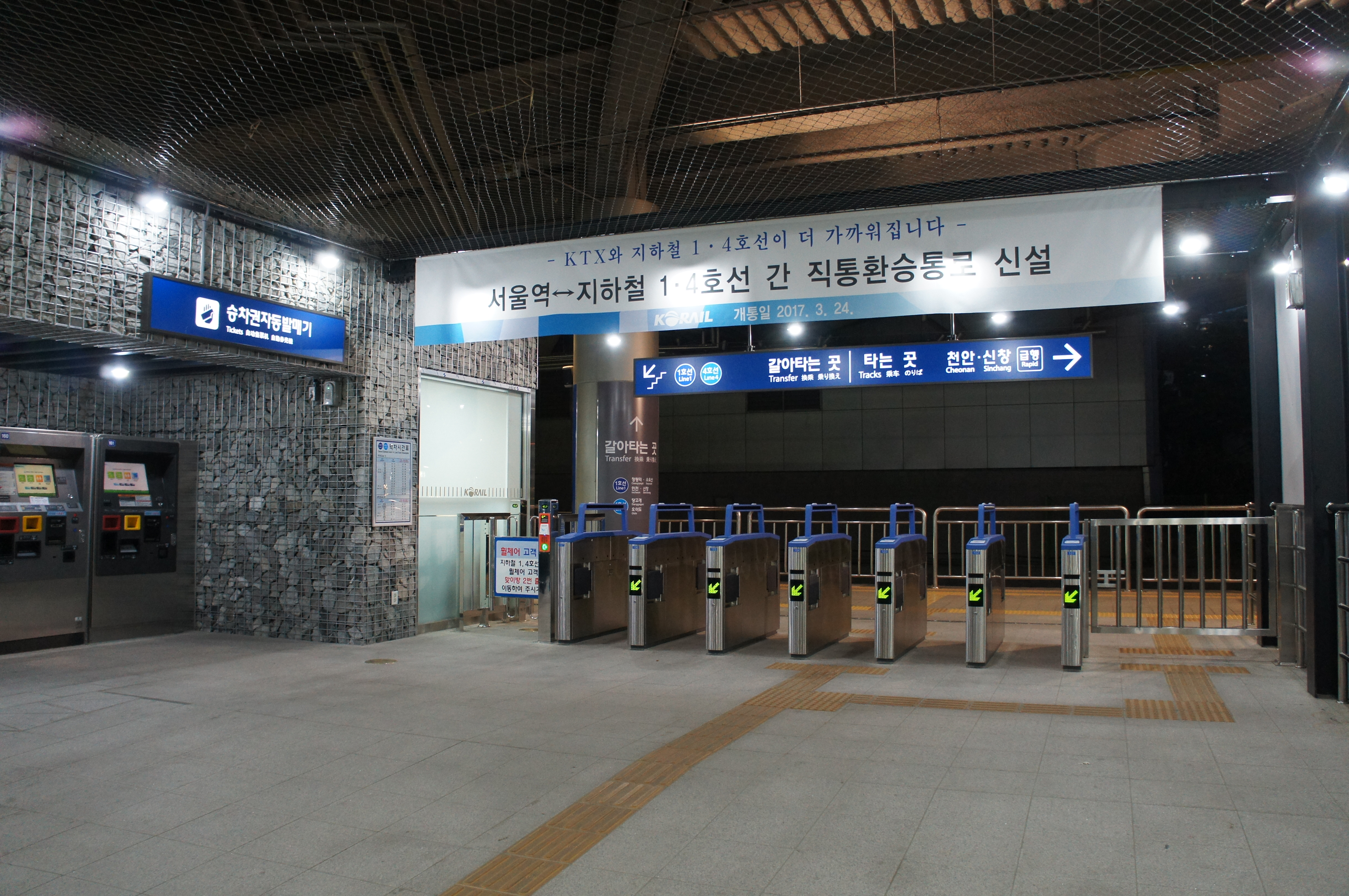
Cửa soát vé trực tiếp ga tàu điện ngầm với ga mặt đất Seoul
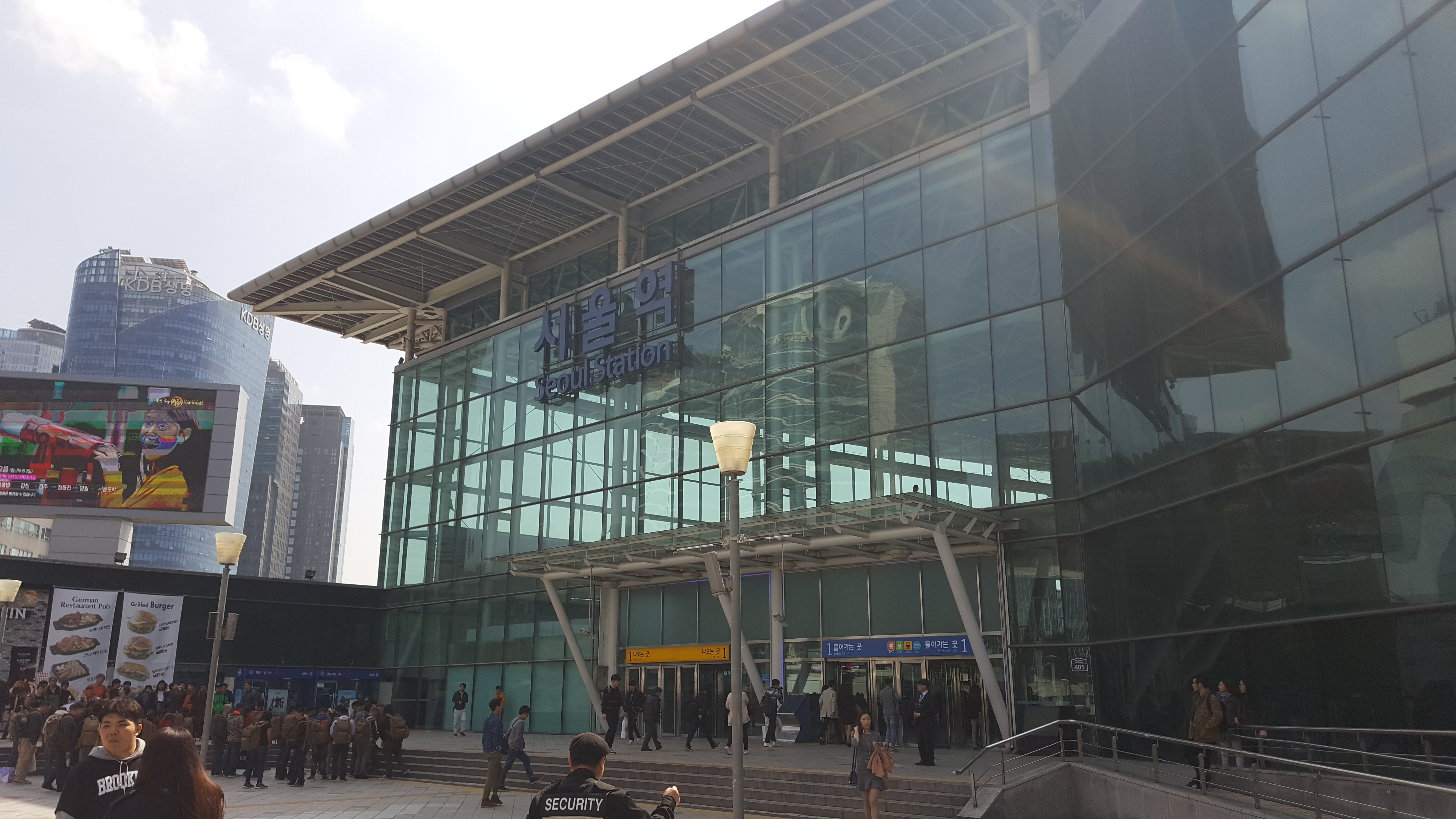
Lối vào ga Seoul vào tháng 4 năm 2016
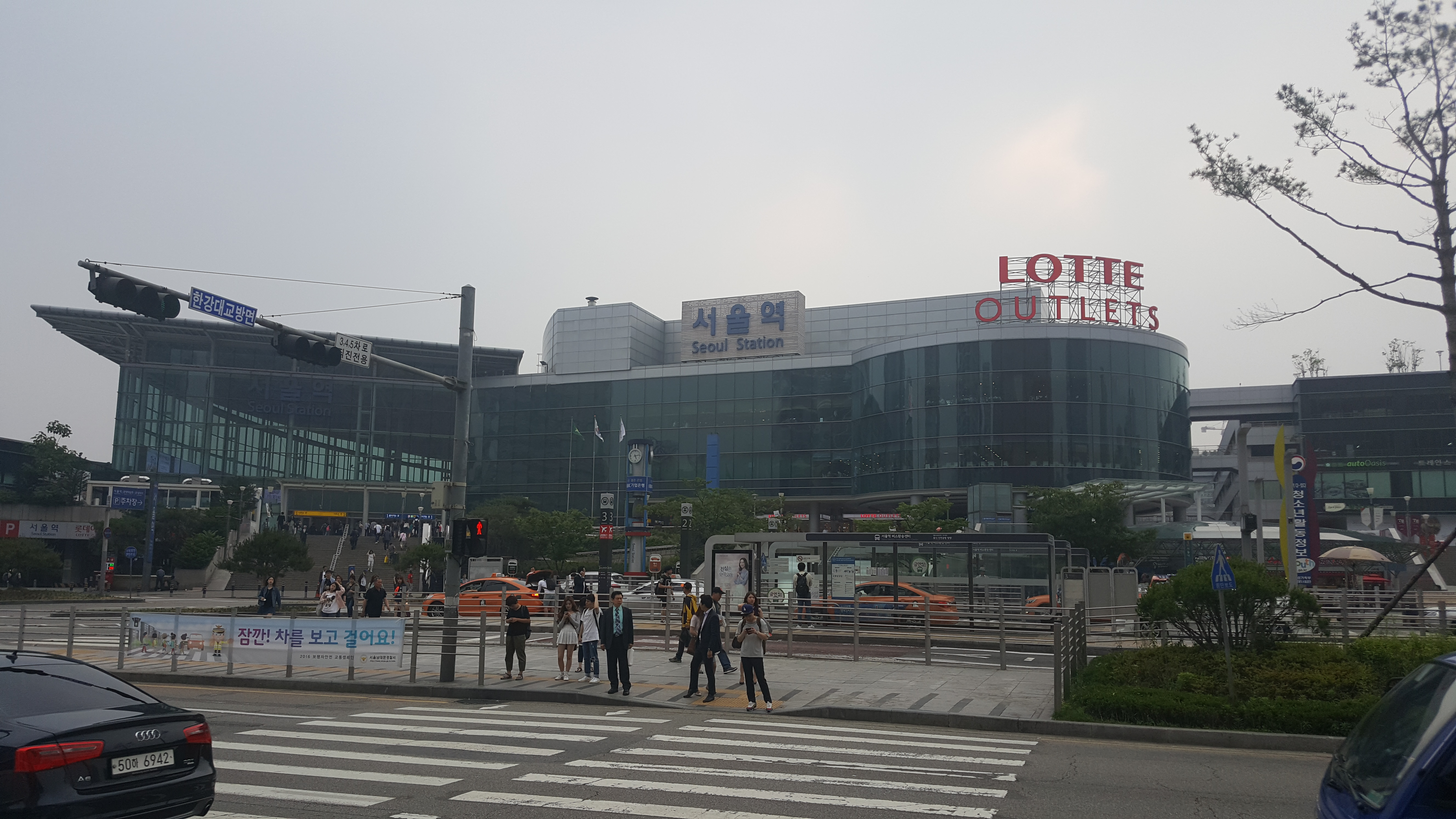
Ga Seoul vào tháng 5 năm 2016. Lotte Outlet nằm bên tay phải.
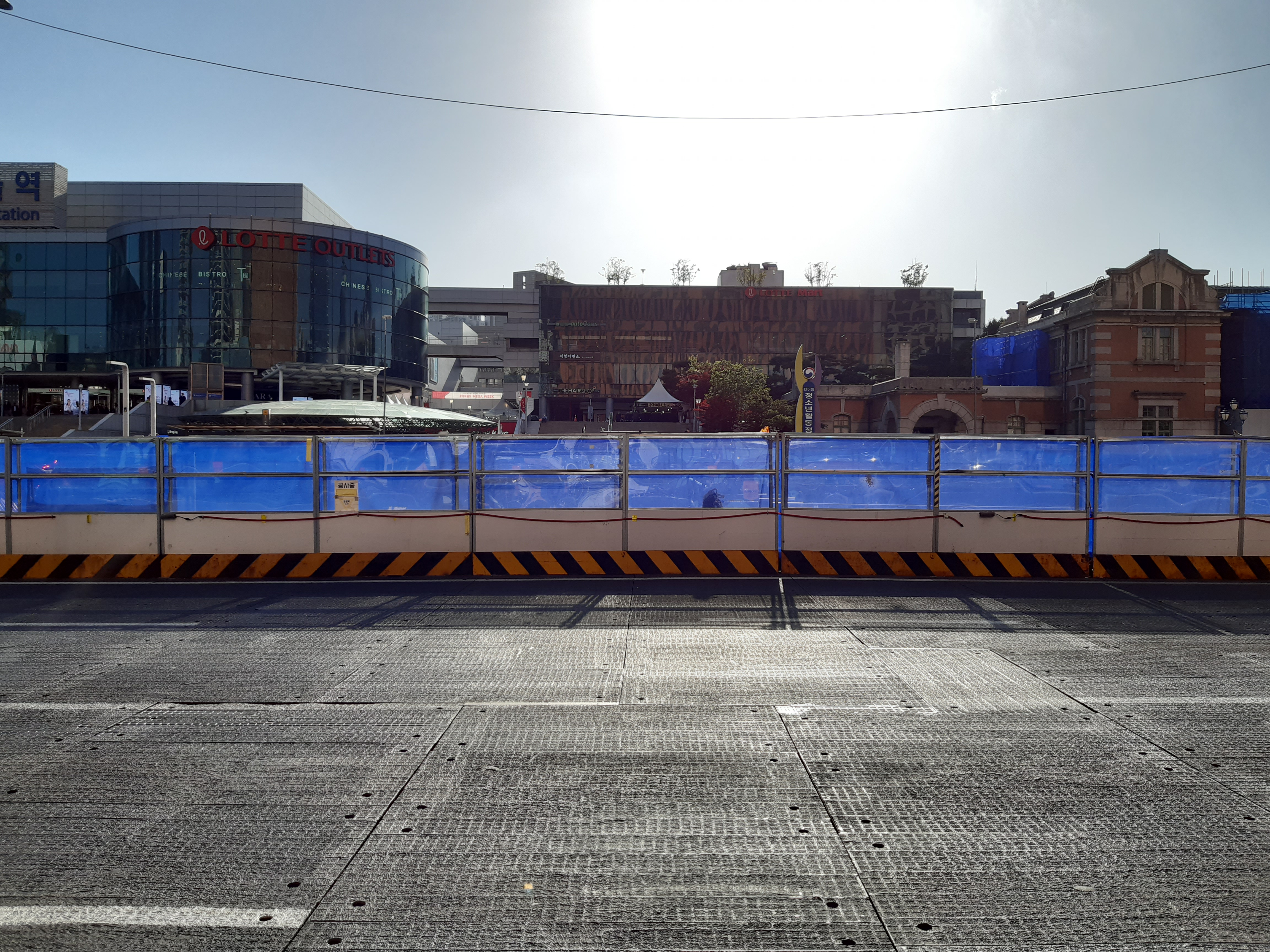
GTX-A đang được xây dựng
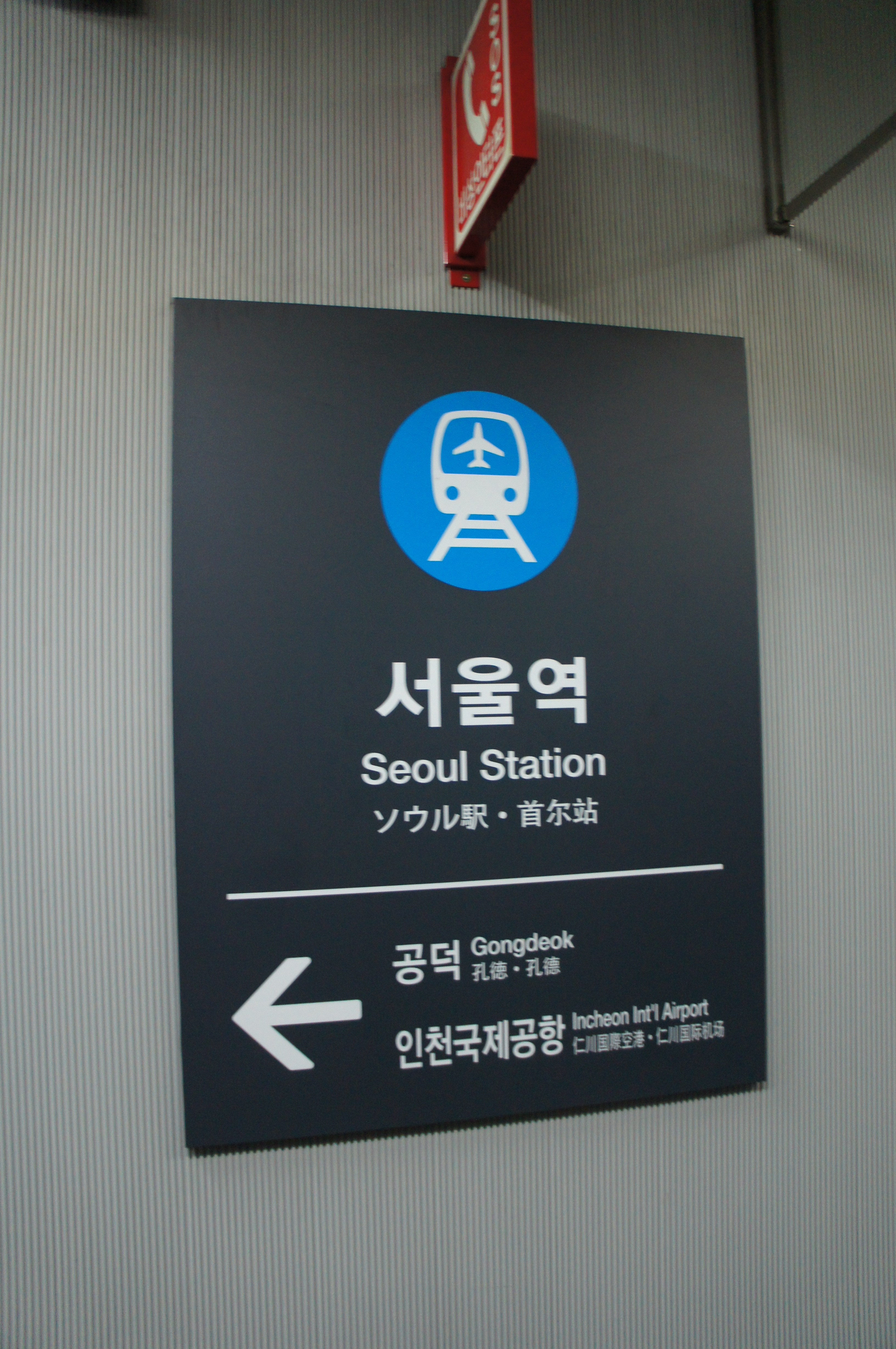
Bảng tên ga AREX Seoul
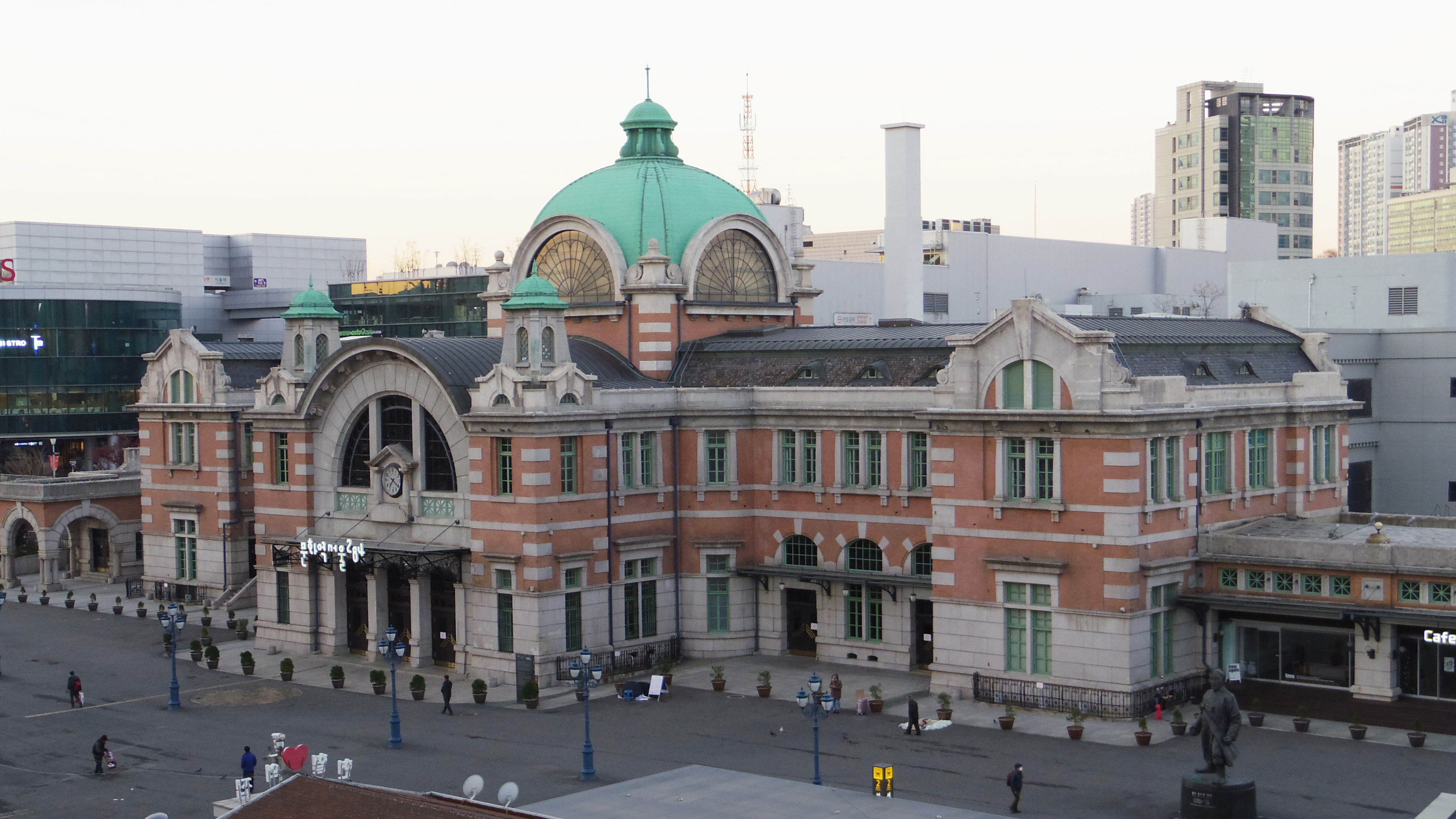
Ga Seoul cũ
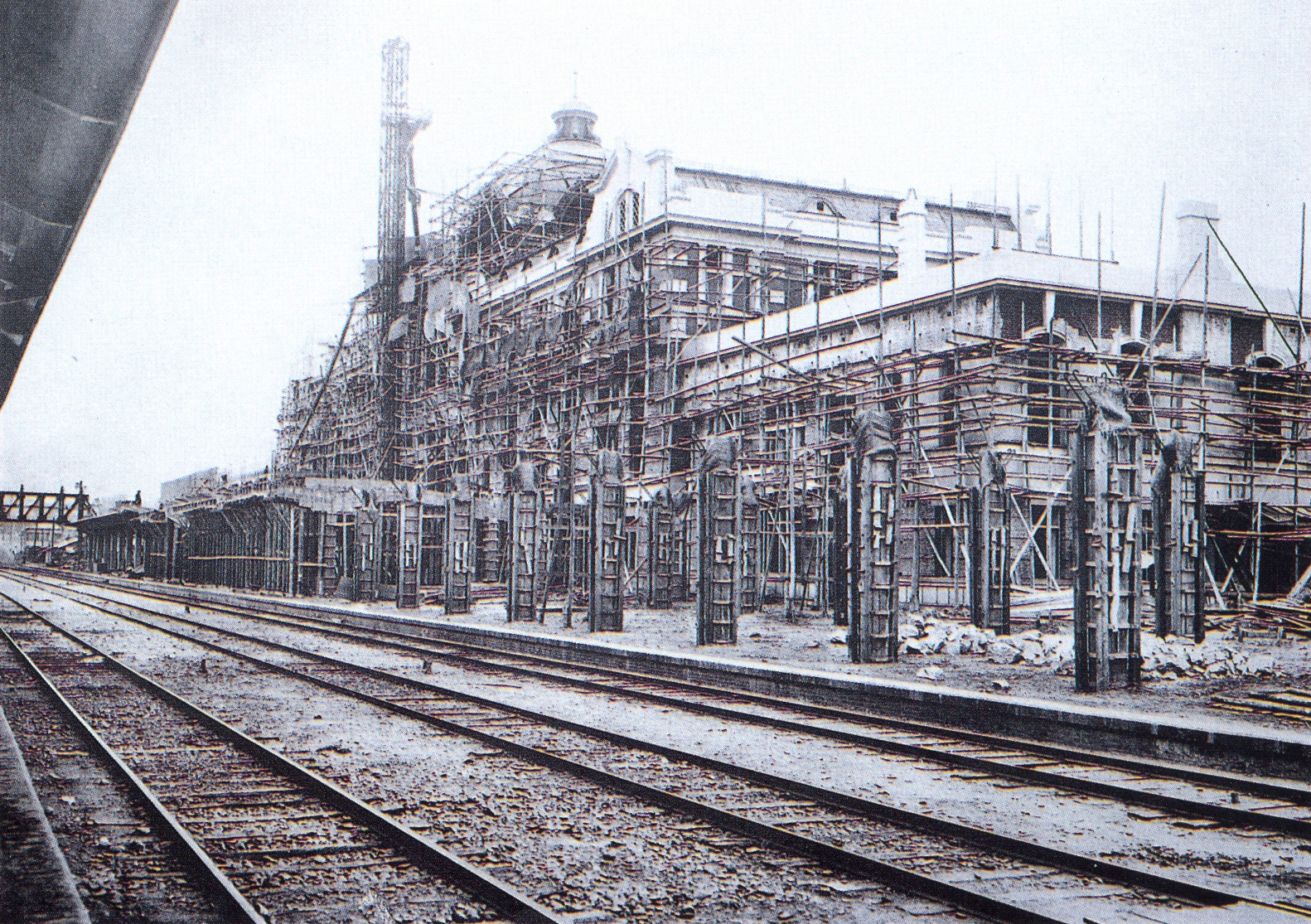
Xây dựng nhà ga ban đầu vào năm 1924.

## Liên kết
- Giới thiệu ga Seoul (Trang chủ Korail)[liên kết hỏng]
- Giởi thiệu ga Seoul (Ga KTX Cyber) Lưu trữ ngày 20 tháng 10 năm 2008 tại Wayback Machine
- Giới thiệu ga Seoul (Trang chủ đường sắt sân bay quốc tế Incheon) Lưu trữ ngày 13 tháng 6 năm 2013 tại Wayback Machine